# Baden-Baden
A nu se confunda cu Baden, oraș din Austria!
Baden-Baden este un oraș în vestul Germaniei (landul Baden-Württemberg), situat la poalele munților Pădurea Neagră (în germană Schwarzwald). 
Orașul are circa 55.000 de locuitori și este o stațiune balneară de renume mondial. Acestui renume i se adaugă importanța ca sediu al unor interesante muzee și al unei noi clădiri de operă. 
Localitatea a fost fondată de romani în secolul I d.Hr., numindu-se inițial Aurelia Aquensis (în traducere din latină: „Apele Aureliene”). Astăzi, în oraș se mai păstrează ruinele băilor romane (sec. I–al II-lea d.Hr.). În Evul Mediu, Baden-Baden a fost oraș de reședință al margrafilor de Baden și a dat numele respectivei regiuni. Statutul de oraș de reședință și-l pierde datorită unui incendiu devastator, în anul 1689. În decursul secolului al XIX-lea localitatea a fost redescoperită ca stațiune de băi, devenind, probabil și datorită cazinoului, un punct estival de întâlnire al aristocrației și al elitei economice europene.

## Istorie
Prin anul 80 d.Hr. ia naștere așezarea romană Aquae în jurul izvoarelor termale de pe versantul meridional al actualului Munte Florentin (Florentinerberg). Fundațiile unor clădiri destinate băilor au fost descoperite la nordul bisericii Stiftskirche. Actual, aceste fundamente sunt făcute vizibile prin culori diferite în caldarâm. Resturi ale unor terme sunt accesibile prin garajul subteran al băilor Friedrichsbad. În anul 213 sunt documentate renovări ale mai multor terme, sub împăratul Caracalla. Probabil în această perioadă localitatea începe a fi denumită Civitas Aurelia Aquensis. După invazia alemană din anul 220 și distrugerile provocate de alemani în 260 își pierde relevanța ca stațiune termală.

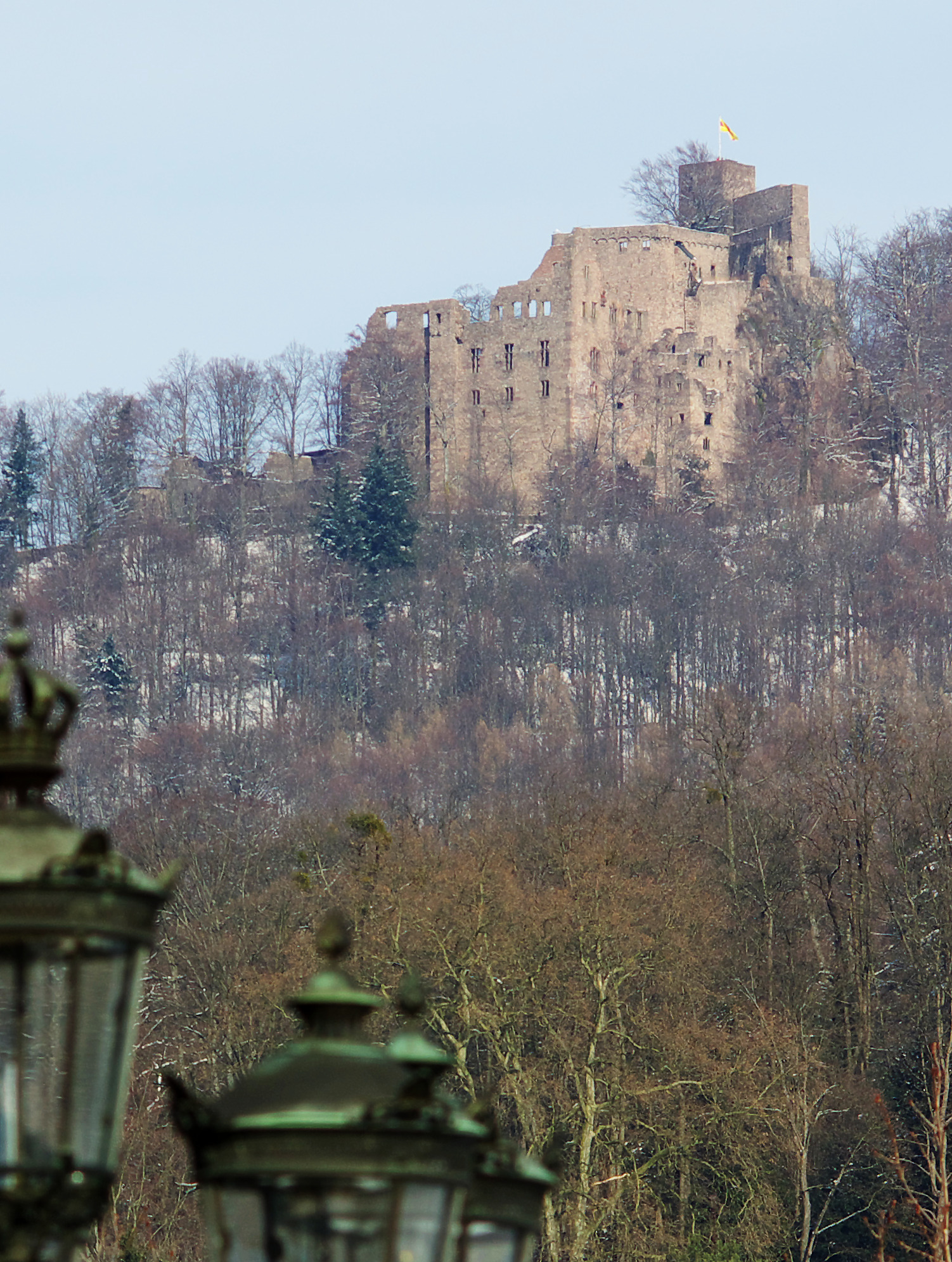
Ruina cetății Hohenbaden

Așezarea medievală trece în anul 987, prin donație, din domeniul imperial în posesia contelui de Nellenburg și apoi, probabil prin moștenire, în cea a familiei Zähringer. Margraful Hermann al II-lea (d.1130) construiește pe versantul occidental al muntelui Battert cetatea Hohenbaden și adoptă în 1112 numele ”de Baden” pentru familia sa. Așezarea din proximitatea cetății, așternută pe malurile râului Oos, deține la 1046 drept de piață, între 1250 și 1288 drepturi citadine. În 1245, margraful Rudolf ctitorește împreună cu mama sa, Irmengard, mănăstirea de călugărițe cisterciene din Lichtental, care va adăposti mormintele familiei.  În 1306 este documentat dreptul de regalie al margrafului asupra izvoarelor termale, plățile sunt efectuate de către membri ai comunității, de funcționari de stat și de hanuri. 
În jurul anului 1370 se construiește un nou castel peste fundații mai vechi pe Florentinerberg. Acesta devine apoi, în 1479, sediul margrafului. Începând cu regulamentele orașului din 1507 se ridică o taxă de cură, atunci se publică și primele regulamente privind băile. În decursul secolului al XVI-lea se pot număra în incinta orașului douăsprezece case de baie cu aproape 400 de vane, efectul tămăduitor al apelor este cercetat de către Paracelsus.
După împărțirea provinciei de Baden între o linie catolică și una protestantă a familiei de Baden orașul devine, în 1535, reședința liniei catolice și este numit de atunci Baden-Baden. Intră temporar, între 1594 și 1622, în posesia liniei protestante de Baden-Durlach, o recatolicizare se efectuează cu ajutorul Ordinului Iezuit, sub margraful Wilhelm. În timpul Războiului împotriva Ligii de la Augsburg orașul este distrus de trupe franceze, în 1689. Datorită incendiilor care distrug o mare parte a orașului margraful Ludwig-Wilhelm, supranumit Türkenlouis, este nevoit să mute reședința de la Baden-Baden la Rastatt, în 1705. 
După o perioadă de stagnare economică se remarcă în a doua jumătate a secolului al XVIII-lea o înflorire ca localitate balneară. Se construiește o casă de promenadă, prima din ansamblul balnear pe malul stâng al râului Oos. În primul sfert al secolului al XIX-lea se edifică multe palate, hoteluri și alte construcții publice, parțial înlocuite între timp de construcții mai noi, după planurile arhitectului Friedrich Weinbrenner. După terminarea Casei de Conversație după planurile acestui arhitect, în 1824, centrul balnear se mută în afara zidurilor cetății, în zona de la poala muntelui Friesenberg. Acest așezământ adăpostea primul cazinou din Baden-Baden. Urmează o perioadă de rapidă dezvoltare, orașul devine o stațiune balneară dedicată societății aristocratice europene. Castelul reconstruit devine reședința de vară a Marelui Duce de Baden.
În perioada în care Cazinoul se află sub custodia lui Jacques și Edouard Benazet (1838-1867) se amenajează ca parc peisagistic împrejurimile Aleii Lichtental, care lega Cazinoul de Mănăstirea Lichtental. De asemenea, Cazinoul este redecorat în mod exuberant, la Iffezheim se înființează un circuit pentru curse de cai și se ridică clădirea Teatrului Orășenesc. În același timp apar o serie de hoteluri elegante pe strada Sophienstraße, care servește drept corso. Vile somptuoase sunt construite pe Muntele Florentin, pe platoul ”Rettig” și în continuarea sudică a orașului, între strada Lichtental și Oos, precum și la vest de Aleea Lichtental. Cu scopul de a sista până la urmă funcționarea jocurilor de noroc, statul a mărit mult chiria pentru Cazinoul din Baden-Baden, între 1868 și 1872. Cu veniturile rezultate în acest fel s-au construit în următorii douăzeci de ani băi termale de mari dimensiuni, care au consolidat renumele localității ca stațiune balneară.
La începutul secolului al XX-lea se construiesc alte vile pe parcursul străzilor Leopold și Fremerberg, pe versanții platourilor Beutig, Quettig și Rettig, precum și în văile Gunzenbach și Herchenbach. Orașul se întinde înspre nord-vest și sud-vest, încorporând localitățile Oos și Lichtental. În timpul războaielor mondiale, în Baden-Baden s-au creat lazarete și din această cauză orașul nu a suferit mari distrugeri. Cazinoul a fost redeschis, după închiderea din 1872, între 1933 și 1943, în incinta Kurhaus. Acolo funcționează și acum, după redeschiderea din 1950. Între anii 1945 și 1949 orașul devine sediul Guvernului Militar din Zona Franceză de Ocupație⁠(en)[traduceți]. Până în 1999 aici s-a aflat Cartierul General al Armatei Franceze din Germania. În 1946 este înființată la Baden-Baden secția regională de sud-vest a radiodifuziunii germane, Südwestfunk (ulteriorul Südwestrundfunk). În 1970 sunt încorporate orașului comunele Ebersteinburg, Neuweier, Steinbach, Varnhalt și Umweg, în 1975 Haueneberstein și Sandweier. Prin construcția tunelului Michaelstunnel în 1990 centrul orașului devine zonă liberă de circulația automobilelor.

## Cultură și monumente istorice
Printre monumentele de arhitectură se numără ruinele castelului Hohenbaden (secolul al XII-lea), celebrul Cazinou (secolul al XIX-lea), palatul Neues Schloss (fosta reședință a margrafillor de Baden, actualmente muzeu), grădinile Paradies în stil renascentist, casa de operă Festspielhaus (inaugurată în 1998), biserica gotică „Stiftskirche” ș.a. 
În oraș se află mai multe muzee, printre care se numără Die Staatliche Kunsthalle și muzeul Frieder Burda, precunm și un teatru orășenesc. 
Radioteleviziunea de stat are în Baden-Baden un important centru regional, subsumând studiouri ale Südwestrundfunk. 

### Biserica parohială catolică Sf. Petru și Pavel
Lăcașul, originar biserica canonială Sf. Maria, a fost ridicat în arealul termelor romane, în anul 987. Pe atunci în proprietatea împăratului Otto al III-lea, clădirea este menționată în 1245 ca biserică parohială. Din construcția secolului al XIII-lea s-au păstrat etajele inferioare al turnului de vest, arcul triumfal până la înălțimea impostelor și începutul arcadelor fostei nave. Margraful Jakob I fondează în 1453 un așa-numit Stift, deci o instituție clericală prevăzută cu donații de teritorii, clădiri și bunuri, care are față de familia donatoare anumite obligații (cu precădere slujbe sau rugăciuni pentru sufletele fondatorilor). Această instituție a dăinuit până în secolul al XIX-lea, de aceea biserica este cunoscută în Baden-Baden sub denumirea de Stiftskirche. În această perioadă de reconstrucție, finalizată în 1477, este reînnoit corul, iar noua navă înglobează turnul vestic, inițial conceput cu trei laturi libere. Acest turn este continuat pe plan vertical de un octogon cu o fleșă. Din această perioadă datează și ancadramentul portalului de vest. Aspectul actual al bisericii este definit de reconstrucția după incendiul din 1689. Incendiul a mistuit toate acoperișurile, nava bisericii, bolta turnului și părți ale portalului vestic.
Portalul romanic cu retrageri succesive are un ancadrament gotic format din colonete adosate, pinacluri, pinioane în acoladă și nișe pentru statui; grupul Mariei cu pruncul este datat după mijlocul sec. al XVIII-lea, celelalte imagini figurative la finele sec. al XV-lea. Este vorba de cópii, originalele se află în Colecțiile Istorice ale Orașului. Partea superioară a turnului datează de la 1712-13 și a fost concepută de Johann Michael Ludwig Rohrer, restul reconstrucției a fost efectuat în 1751 de Johann Peter Ernst Rohrer, cu lucrări în stuc de Johann Schnitz. Stucaturile au fost îndepărtate în 1861-67, cu excepția stemei landului Baden.
Biserica-hală are trei nave, nava principală fiind mult mai înaltă decât navele laterale. Deschiderea spre navele laterale se face prin arcade în arc frânt, susținute de pilaștri octogonali, inițial fără capiteluri. Între pilonii care în interior continuă contraforții se află capele sau intrări laterale. Tribuna de vest este datată în 1753. Corul, care aparține stilului gotic târziu (cf. inscripției databil în 1454), este alcătuit din patru travee. Ferestrele sunt împodobite cu ajururi gotice. Vitraliile din 1954 de Willy Oeser. 
La stânga arcului triumfal se află un tabernacol de circa 15 metri înălțime, cu cinci etaje, din 1490. Din bogata ornamentație figurativă se remarcă apostolii Petru și Pavel, precum și grupa Ana întreită. Artistul acestor grupuri, identificabil prin monograma ”SH”, este influențat stilistic de Nikolaus Gerhaert. Monograma e un indiciu al apartenenței de familia de sculptori Hammer din Alsacia. Stranele din cor sunt de la începutul sec. al XVIII-lea, în nava principală se păstrează resturi ale unor strane și ușile bisericii, făurite de Martin Egler din Ettlingen, datate în 1753. Cea mai importantă operă de artă din interiorul bisericii este crucifixul de gresie din cor. Datorită inscripțiilor și stemei de la bază, el a putut fi identificat ca donație pentru cimitirul din Rotenbachtal, făcută de chirurgul Hans Ulrich. Crucifixul este adăpostit din anul 1967 în biserică și este o operă din 1467 a sculptorului Nikolaus Gerhaerdt van Leyden. În nava sudică se găsește o figură a Sf. Cristofor, din jurul anului 1490. Corul lateral dedicat Sf. Maria adăpostește o Madonna din gresie și două reliefuri în lemn, reprezentând Buna Vestire și Adorația magilor. Aceste opere sunt databile în jurul anului 1500, reliefurile au fost renovate în 1965. 
Pereții corului sunt împodobiți cu numeroase monumente funerare ale familiei margrafilor. De remarcat sunt cele dedicate următoarelor persoane (enumerare de la nord la sud): 
- Jakob al II-lea, arhiepiscop și principe elector de Trier (d.1511)
- Ottilie von Katzenellenbogen, soția lui Christoph al II-lea (d.1517). Placă de bronz cu reprezentarea răposatei în basorelief, ancadramentul din 1802
- Leopold Wilhelm (d.1671). Margraful este reprezentat în veșminte antice și cu perucă elongată, odihnindu-se pe un sarcofag susținut de doi sclavi. La picioare este reprezentată soția lui, Franziska von Fürstenberg. Opera este atribuită lui Antoine Coyzevox.
- Friedrich al IV-lea, episcop de Utrecht (d.1517). Tumbă într-o nișă arcuită în formă de mâner de coș, cu un pinion în acoladă. Ca gisant, episcopul este reprezentat în armură, în partea inferioară a tumbei el apare ca schelet. Ambele figuri, turnate în bronz, sunt atribuite lui Klaus Hofmann din Nürnberg.
- Bernhard al III-lea (d.1536). Monumentul este creat în jurul anului 1570, în formele renașterii târzii, probabil de către Johann von Trarbach.
- Philipp al II-lea (d.1588).
- Philipp I (d.1533). Sarcofag într-o nișă cu ancadrament edicular, gisant în armură, datat și semnat: Christoph von Urach 1537.
- Ludwig Wilhelm (d.1707), supranumit Türkenlouis, datorită succeselor sale militare în Războiul dintre Liga Sfântă și Imperiul Otoman. Încoronată cu decoruri bogate din stuc, nișa conține figura margrafului în postură de conducător de oști, înconjurat de alegorii ale virtuților și trofee din războaiele cu turcii. După planurile lui Schütz, executat de Thomas Heilmann.
- Philibert (d.1569) și consoarta sa Mathilde, ducesă de Bavaria (d.1565). Ancadrament al renașterii târzii, sub formă de altar, creat între anii 1571-73 de către Johann von Trarbach.

#### Imagini

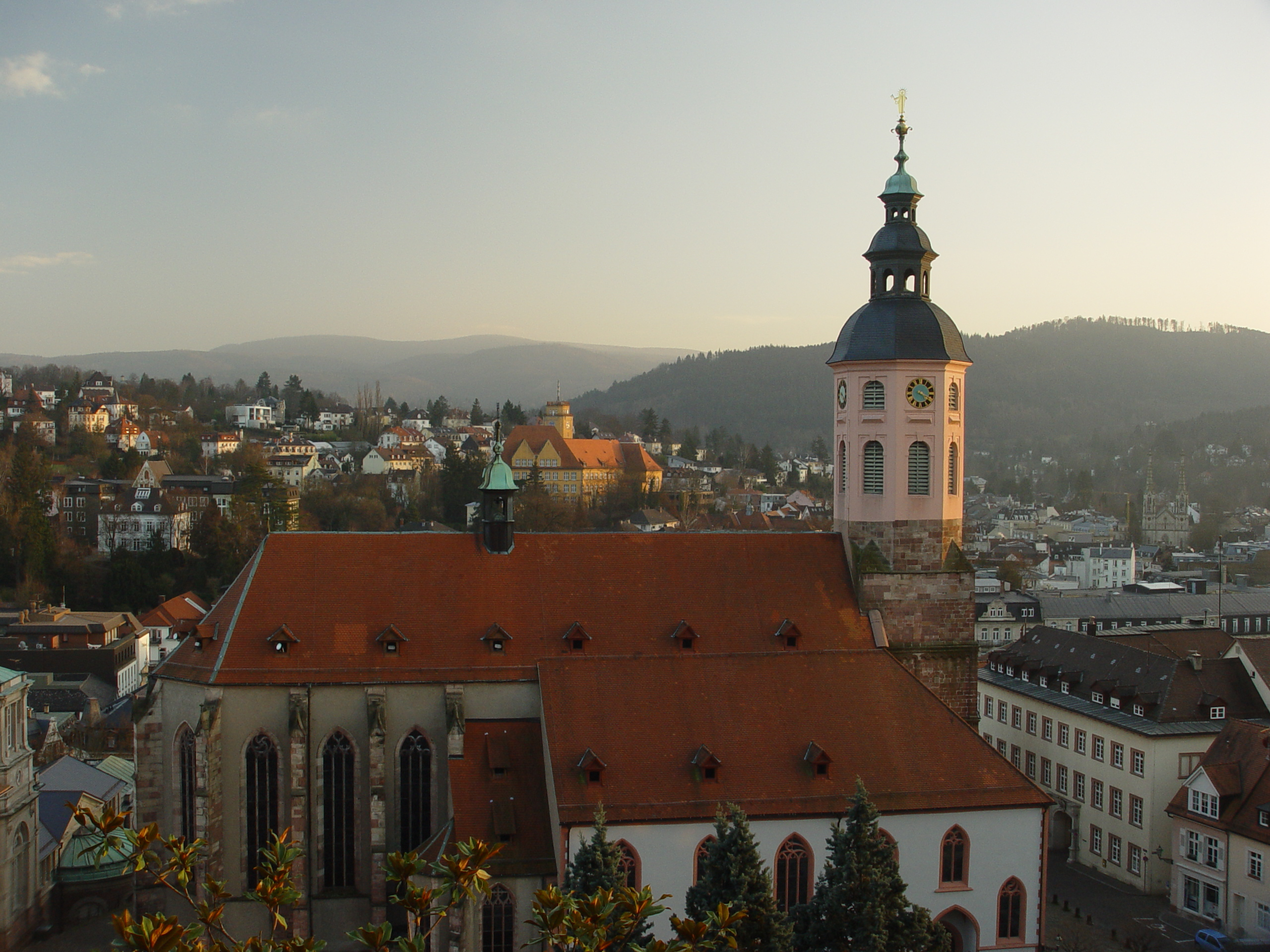
Vedere de ansamblu
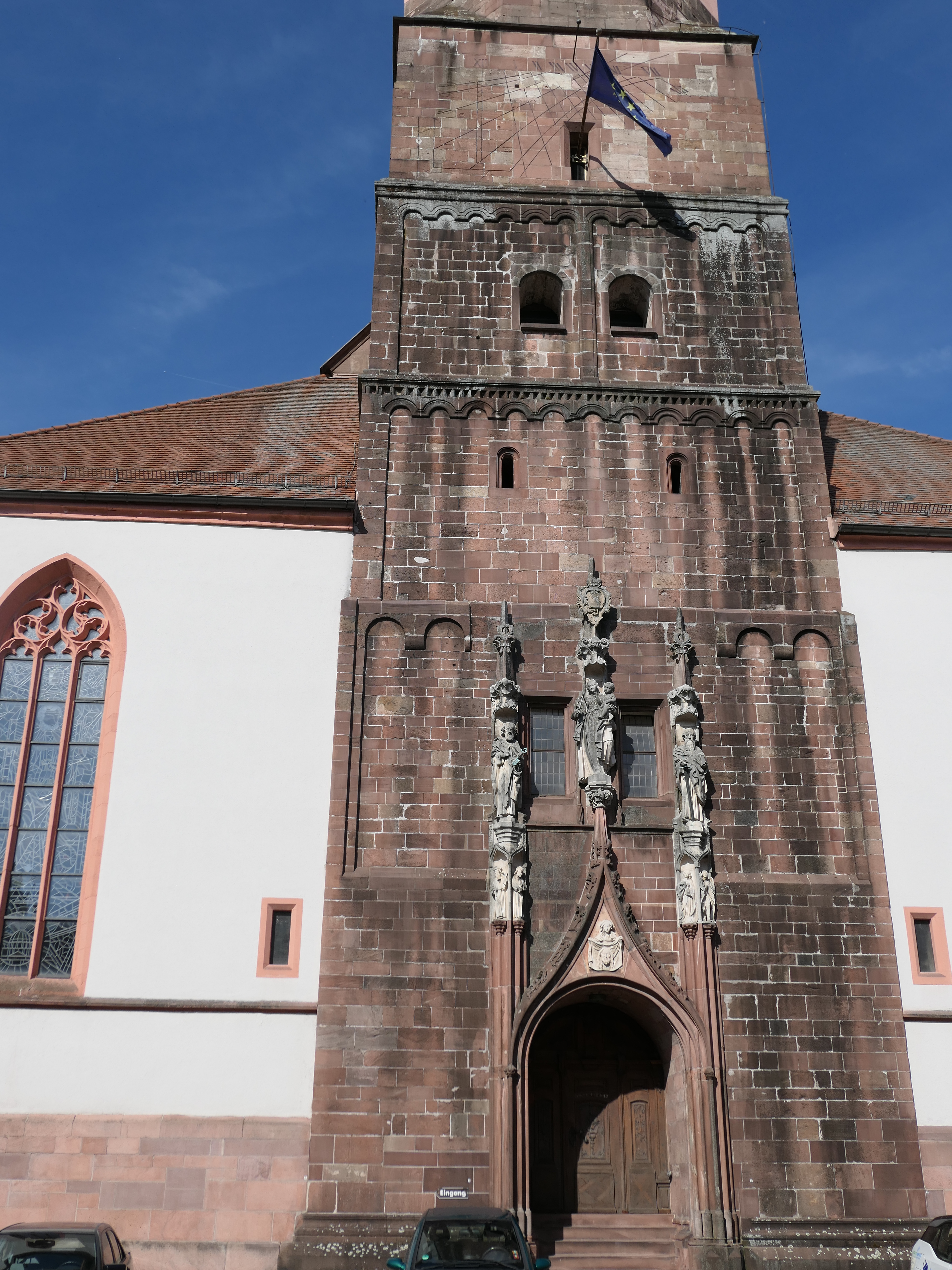
Partea romanică a turnului de vest
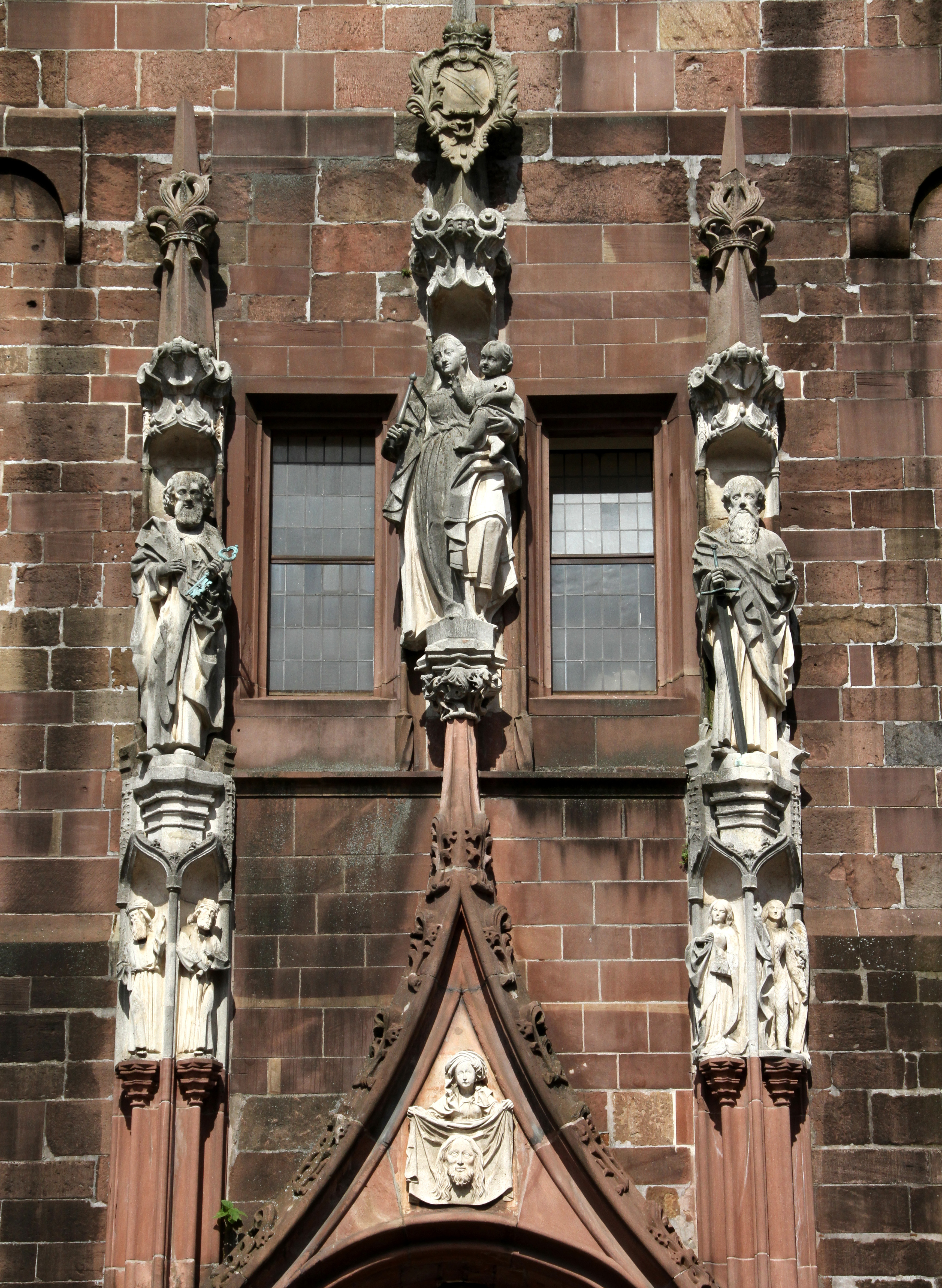
Sculpturile fațadei de vest
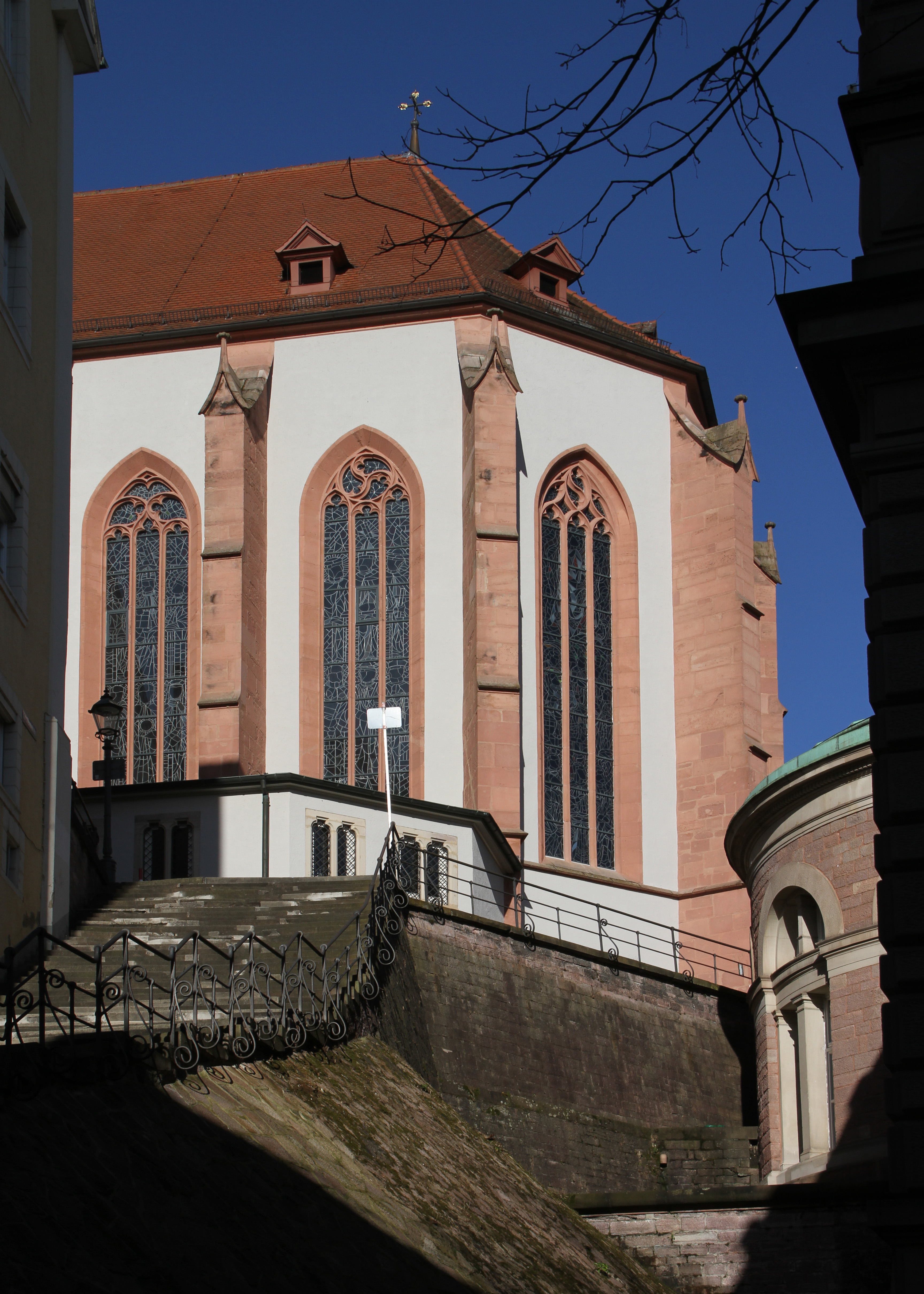
Ferestrele corului
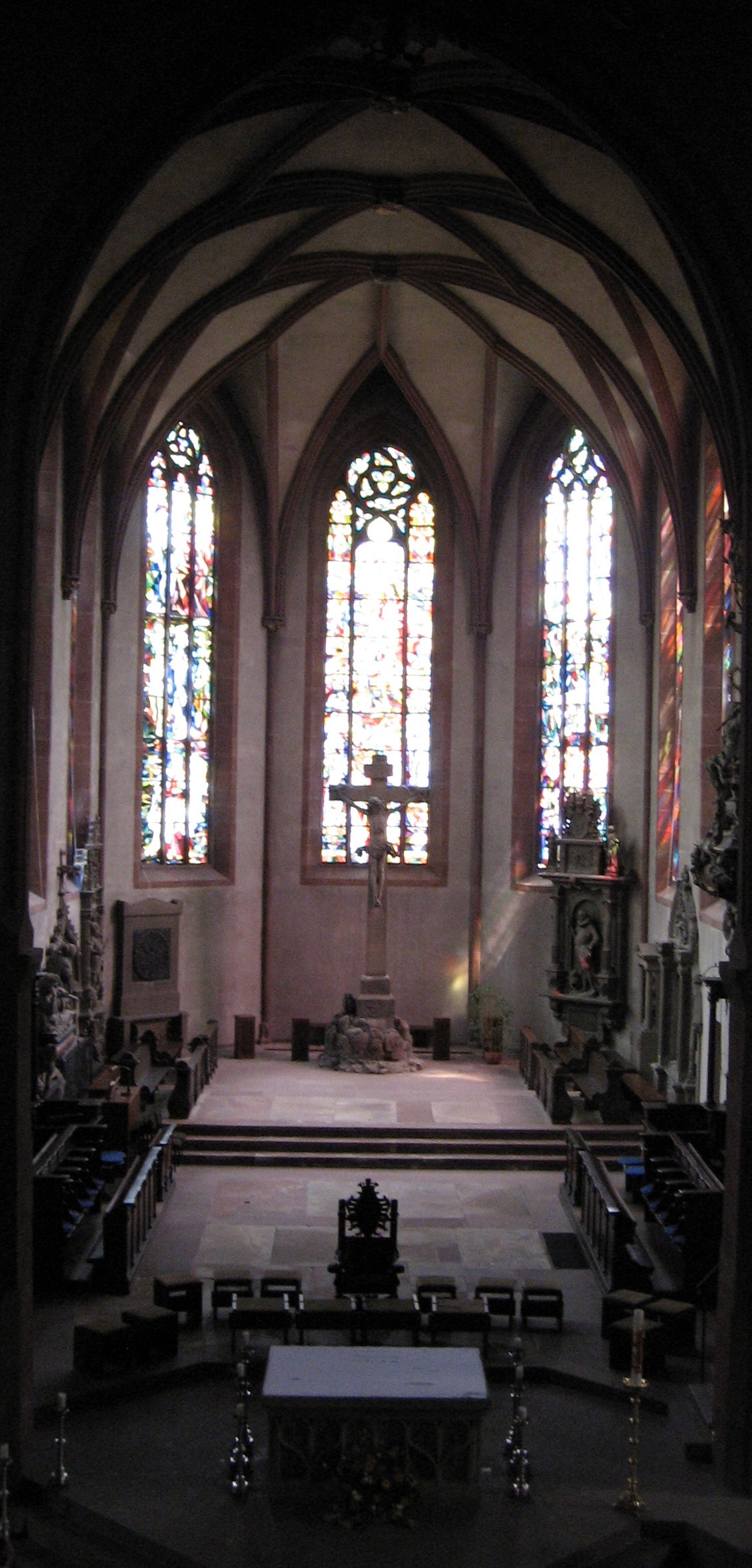
Vedere în interiorul corului. Crucifixul lui Nikolaus Gerhaert servește drept altar principal
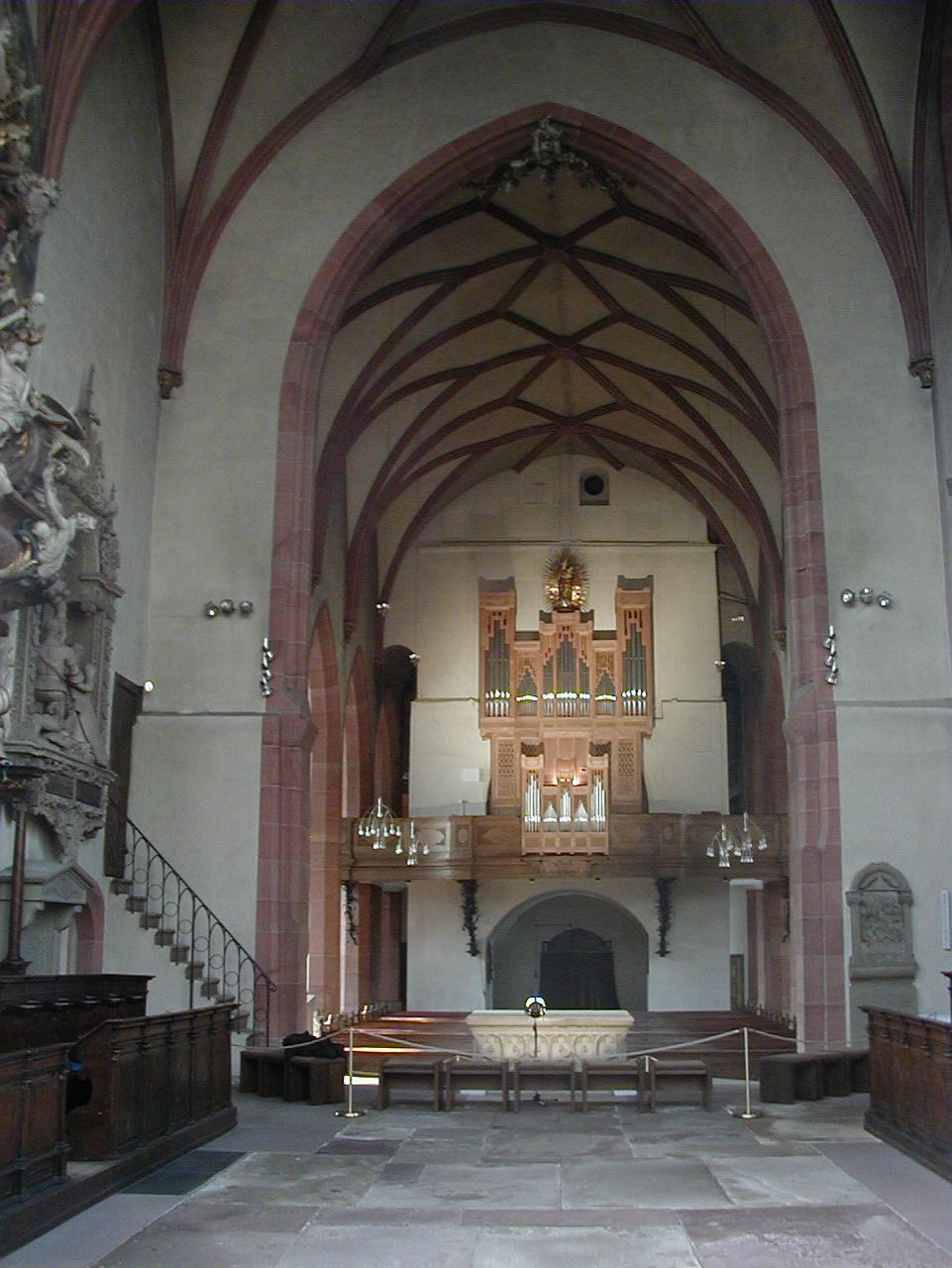
Vedere interioară, dinspre cor spre vest
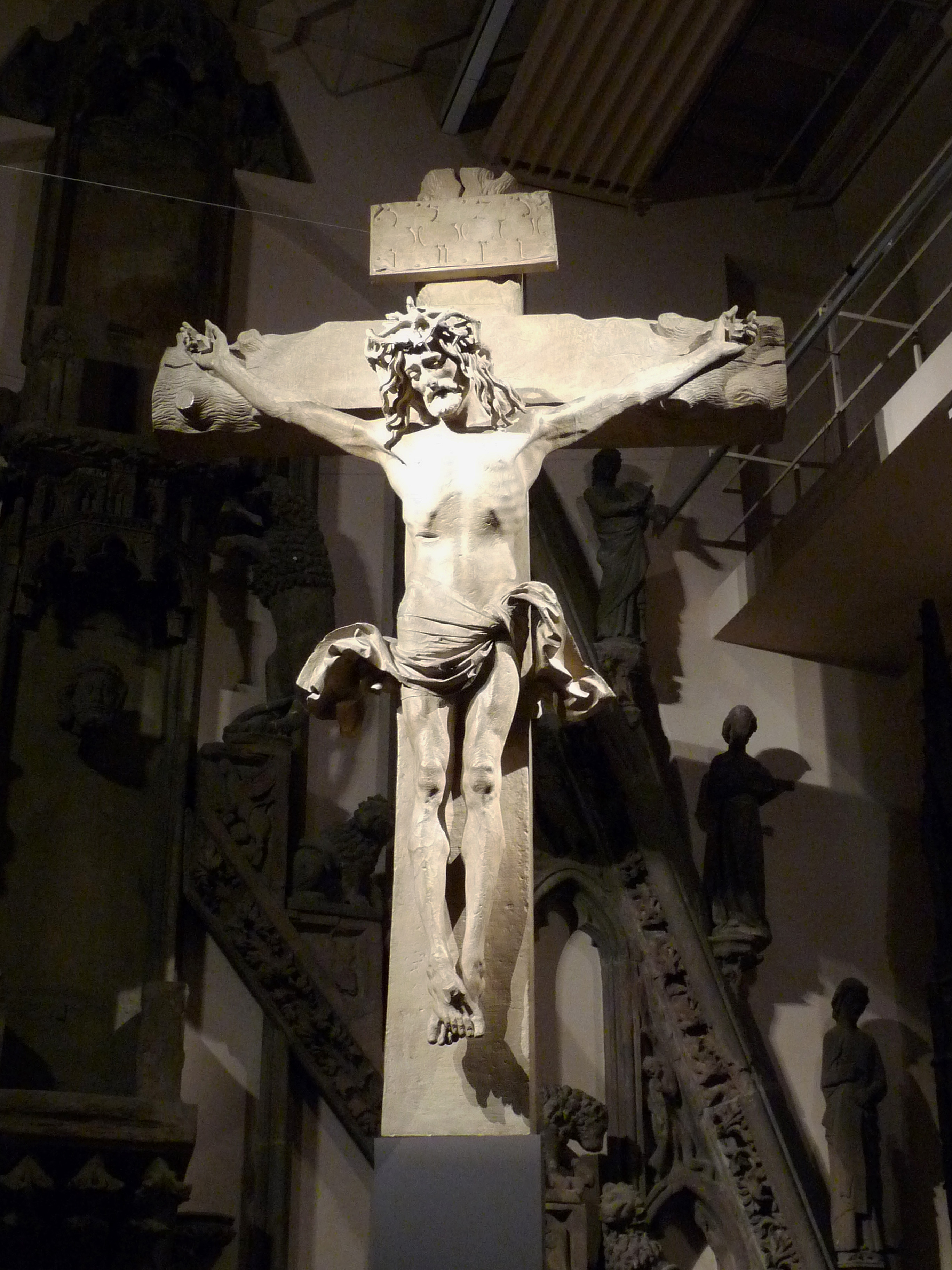
Crucifixul lui Nikolaus Gerhaert van Leyden
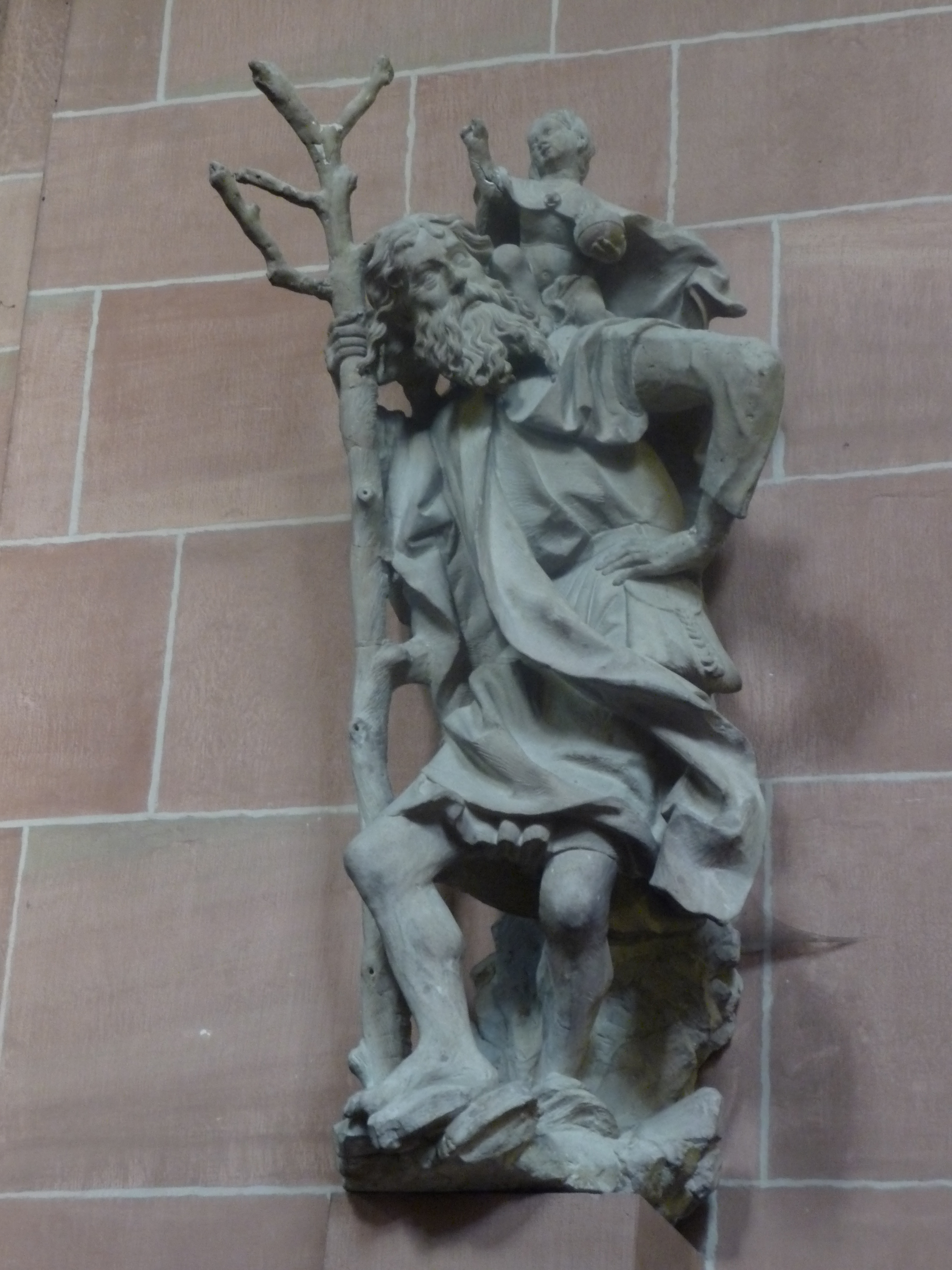
Figura Sf. Cristofor
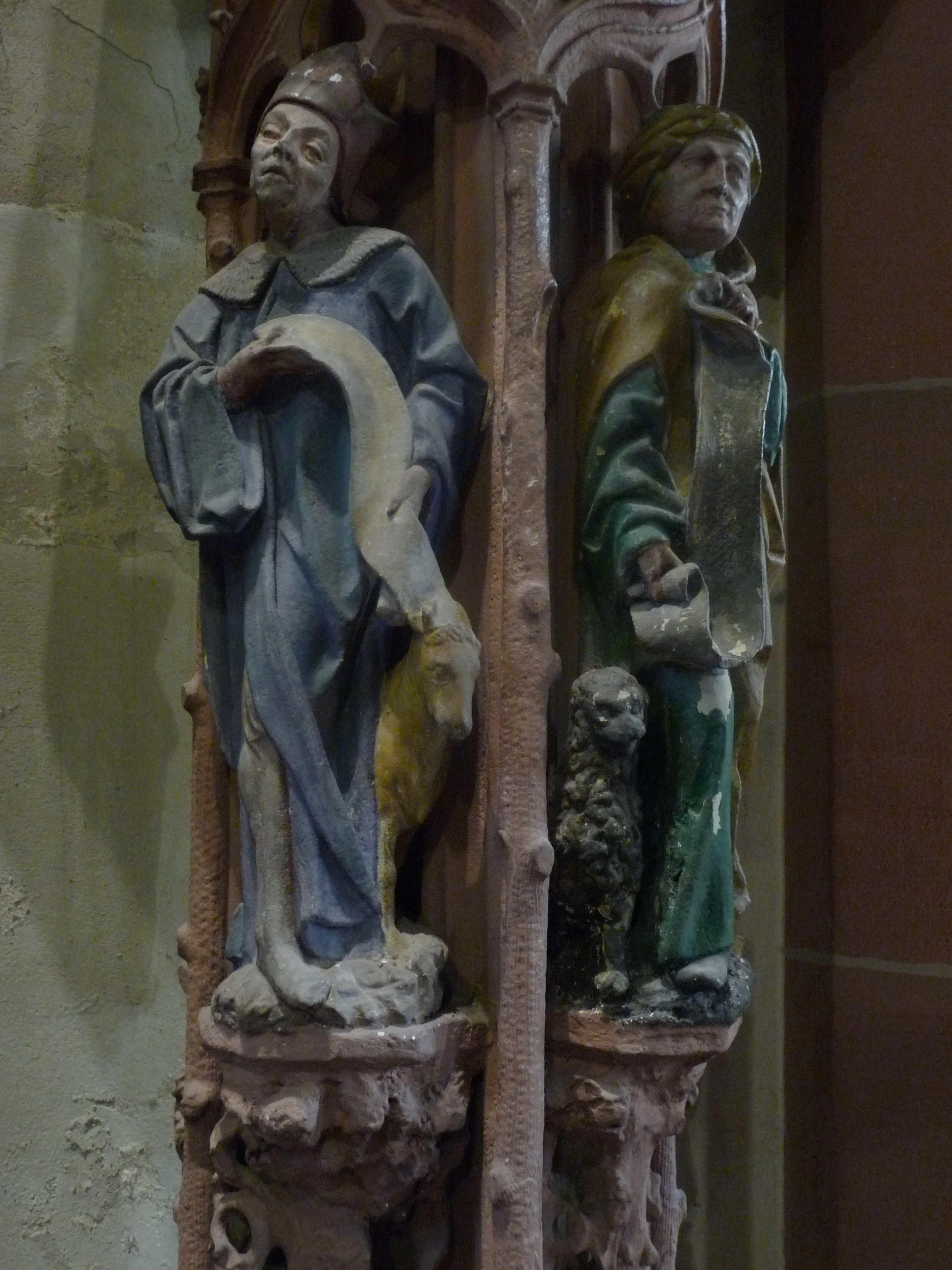
Evangheliștii Luca și Marcu. Din decorul figurativ al tabernacolului
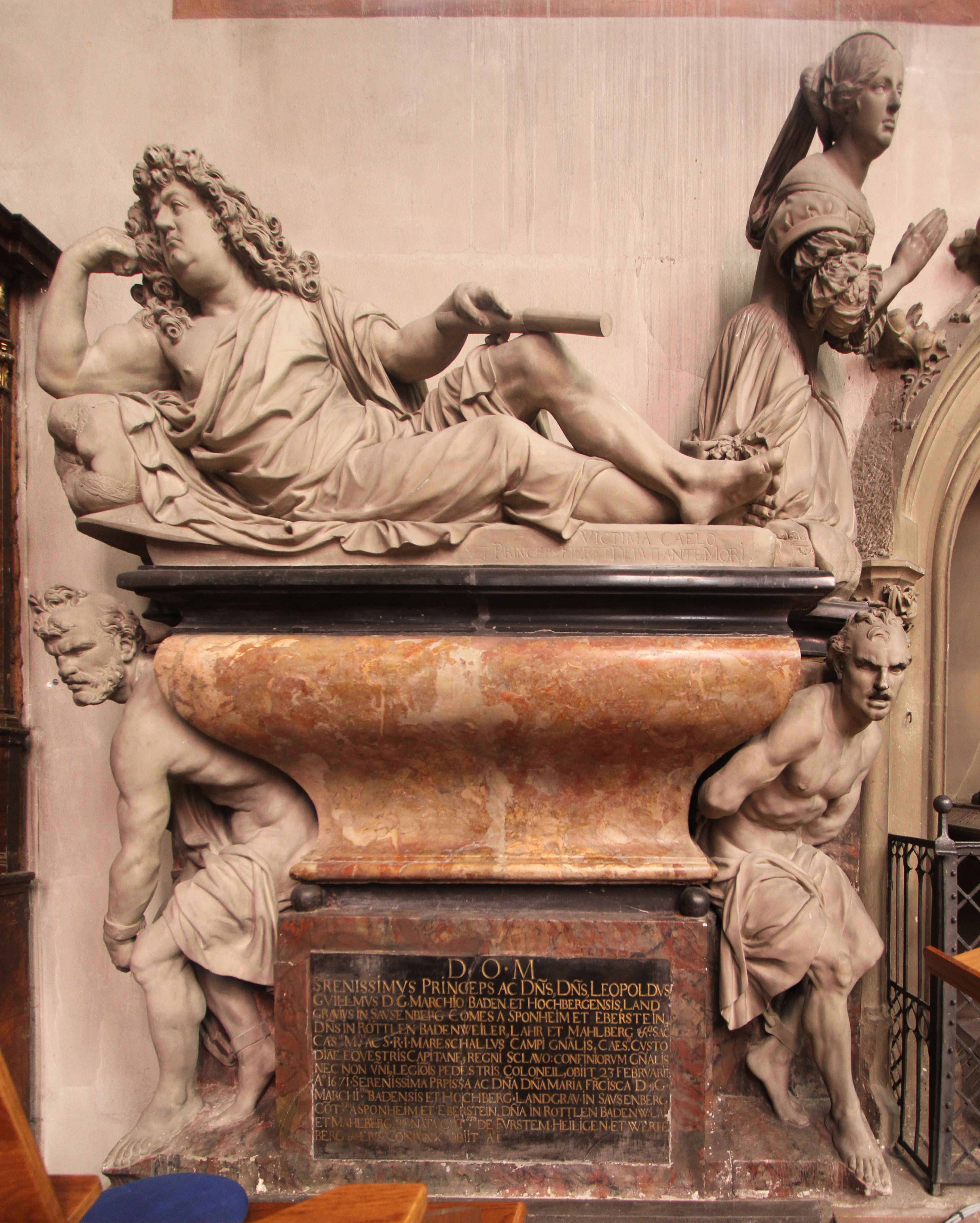
Monumentul funerar al margrafului Leopold Wilhelm
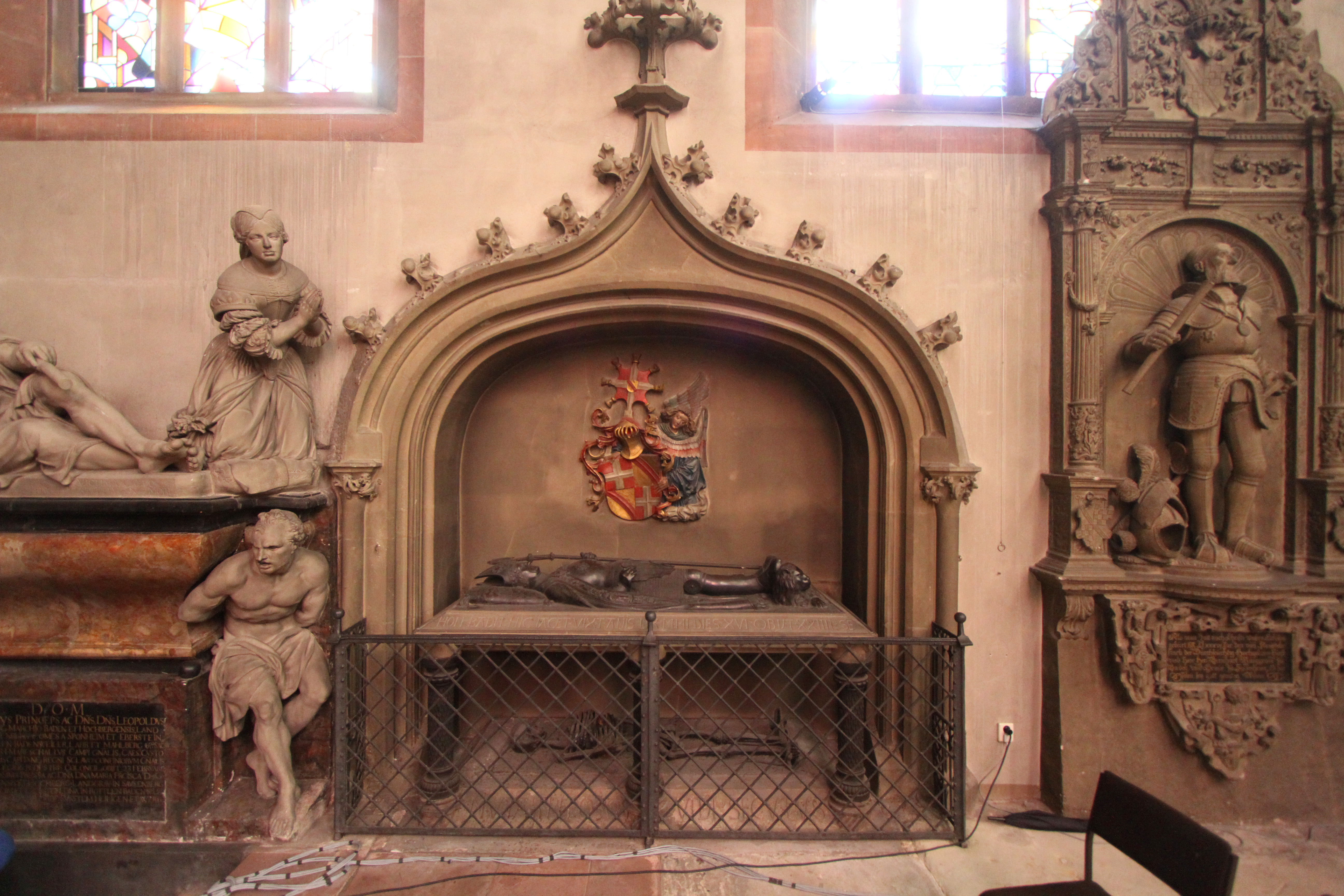
Monumentele funerare pentru Friedrich al IV-lea (mijloc) și Bernhard al III-lea (dreapta)
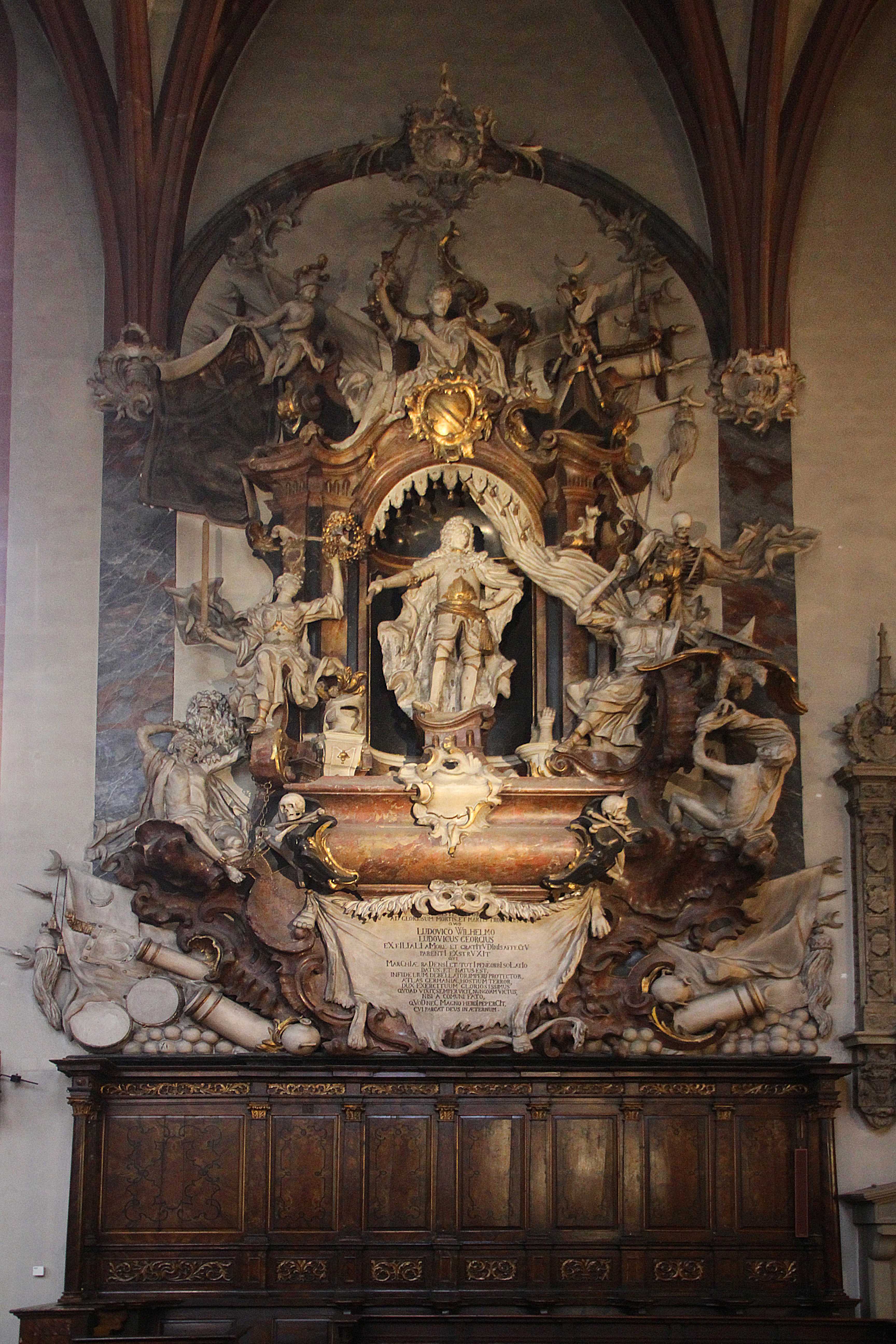
Monumentul funerar al margrafului Ludwig Wilhelm

### Biserica catolică de rit vechi Sf. Maria și cei Paisprezece Ajutători
Fostă biserică a spitalului, pomenită documentar în 1351. Construcția actuală a fost ridicată între anii 1468 și 1478 și a făcut parte din spitalul care a funcționat până la începutul secolului al XIX-lea. A suferit stricăciuni grave datorită incendiilor din 1689. Cu ocazia unei renovări în perioada 1963-66, partea vestică a fost scurtată cu șapte metri. Această biserică-sală cu bolți stelate și vitralii concepute în 1951-59 de către Harry Mac Lean adăpostește un amvon din lemn de la începutul secolului al XVI-lea și strane bogat ornamentate, sculptate în 1512 de Hans Kern din Pforzheim. Aceste strane provin din biserica Sf. Petru și Pavel (Stiftskirche). De-a lungul pereților monumente funerare, cu precădere din secolul al XVI-lea. Uși de Hayno Focken, proiectate de Mac Lean, 1963-66.

#### Imagini

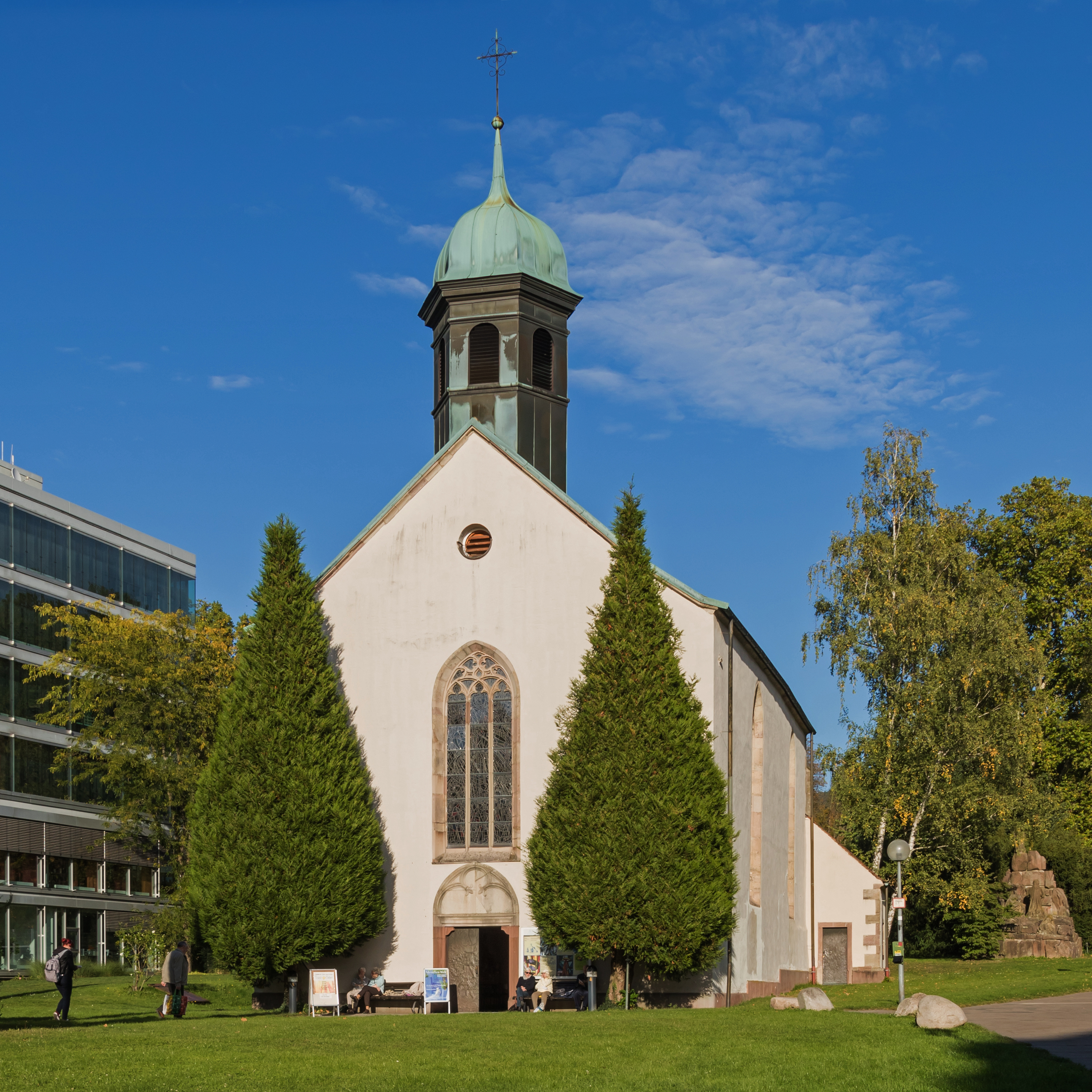
Fațada de vest
Interiorul bisericii
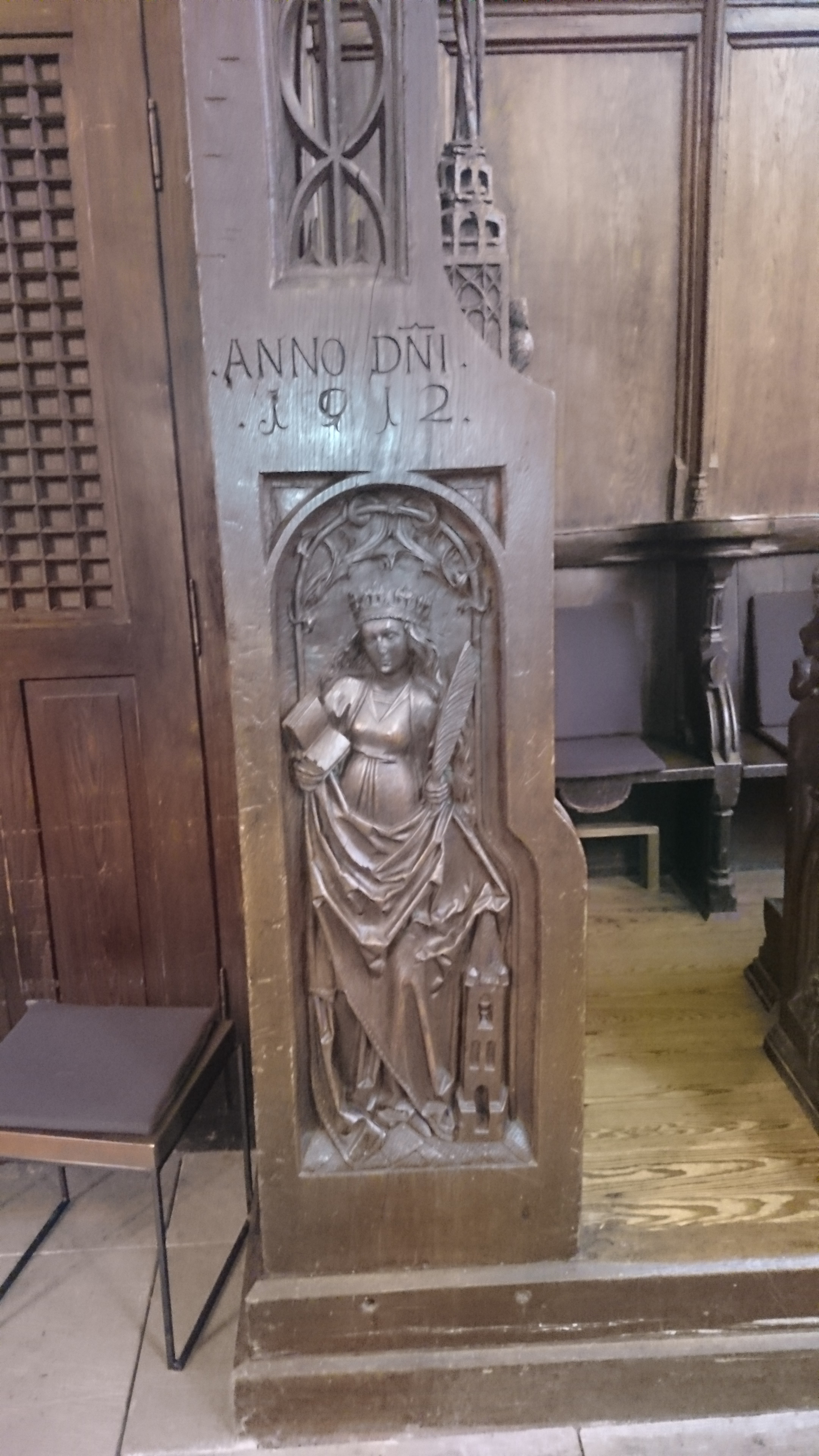
Detaliu strană

### Mănăstirea Sfântului Mormânt

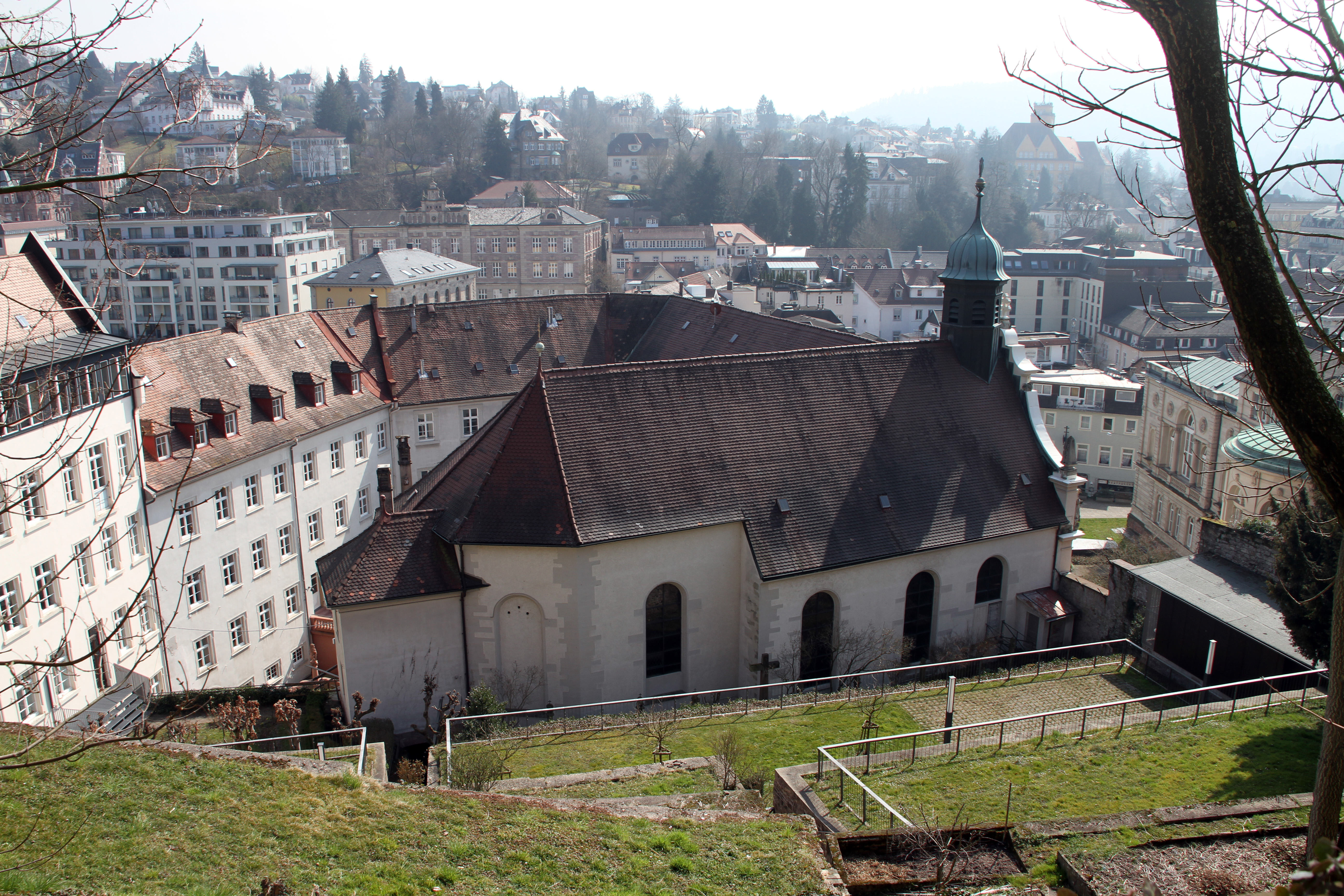
Vedere de ansamblu a mănăstirii Sfântului Mormânt

Mănăstirea de maici de pe Muntele Florentin a fost fondată în anul 1670 de către margraful Leopold Wilhelm și cea de a doua soție a sa. Biserica mănăstirii, Sf. Iosif, a fost construită în 1687-89. Fațada neobarocă a bisericii datează din 1895. Este o biserică-sală simplă, cu un cor mai îngust decât nava, cu bolte în cruce, în formă de mâner de coș. În partea vestică se află galeria maicilor, protejată de un grilaj din 1750. Tabloul altarului principal, ”Învierea lui Christos” a fost pictat de Otto Grassl, în 1938. Figurile altarului, Sf. Ioachim și Sf. Ana, datează din 1733. Deasupra altarelor laterale se află picturi de Juenet, din 1724: Sf. Împărăteasă Elena și apostolul Iacob. Mănăstirea este un ansamblu cu trei aripi, construită începând cu anul 1687, cu intervenții în secolele XVIII, XIX și XX.

### Biserica Evanghelică a orașului

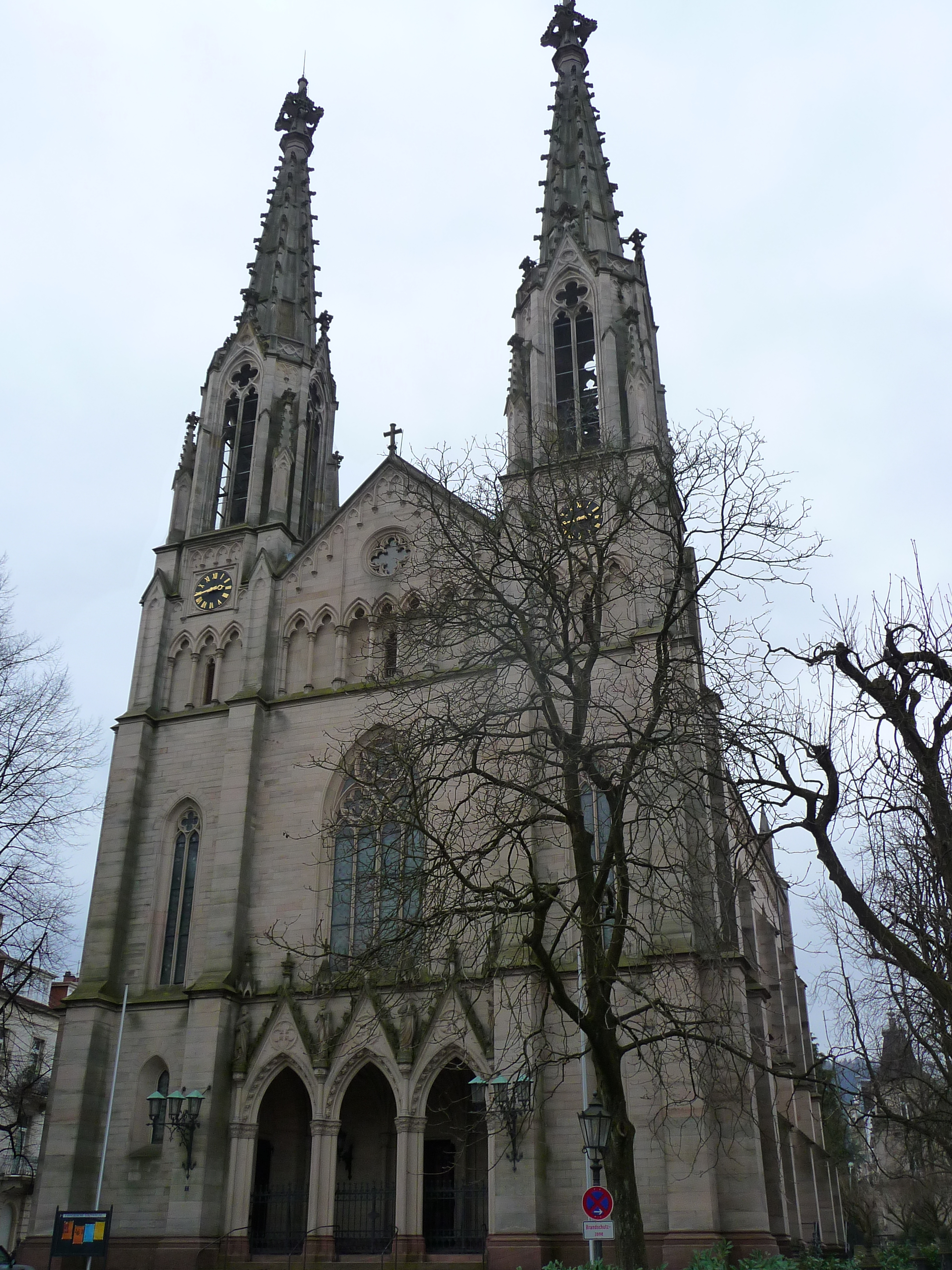
Fațada bisericii evanghelice

Biserica, situată în piața Augusta, a fost ridicată între anii 1855 și 1864 de către Friedrich Eisenlohr, la intrarea expansiunii urbane spre sud. Este prima biserică evanghelică din oraș și a fost construită în mare parte din donațiile unor celebri oaspeți protestanți ai localității. În 1876 au fost finisate lucrările la cele două turnuri, după planurile lui Heinrich Lang. Biserica a fost restaurată în 1972. Lăcașul poate fi descris ca o biserică-hală cu trei nave, cu trei travee, în stil neogotic. Fațada cu două turnuri are un pridvor deschis, în incinta căruia se află statui ai evangheliștilor. Interiorul construcției din gresie este amenajat conform cerințelor protestante. El este destinat cu precădere predicilor și este de aceea structurat de galerii, aflate deasupra arcadelor de arcuri frânte care despart nava principală de navele laterale, între pilaștri. Corul este delimitat la est de cinci laturi ale unei forme octogonale (așa-numitul capăt de cor de 5/8). În cor se află vitralii din perioada construcției edificiului, cu un ciclu christologic. Vitraliul cu reprezentarea Învierii Domnului este o donație votivă cu ocazia salvării regelui Wilhelm al Prusiei de la un atentat comis împotriva lui în 1861, la Baden-Baden. Ferestrele navelor laterale sunt împodobite de protrete ale unor diverși reformatori.

### Capela cimitirului
Capela a fost concepută de Heinrich Hübsch în plan centrat, octogonal, și probabil extinsă de Lukas Engesser. Elementele de decorație din interior databile între 1869 și 1875.

### Capela ortodoxă română Sturdza

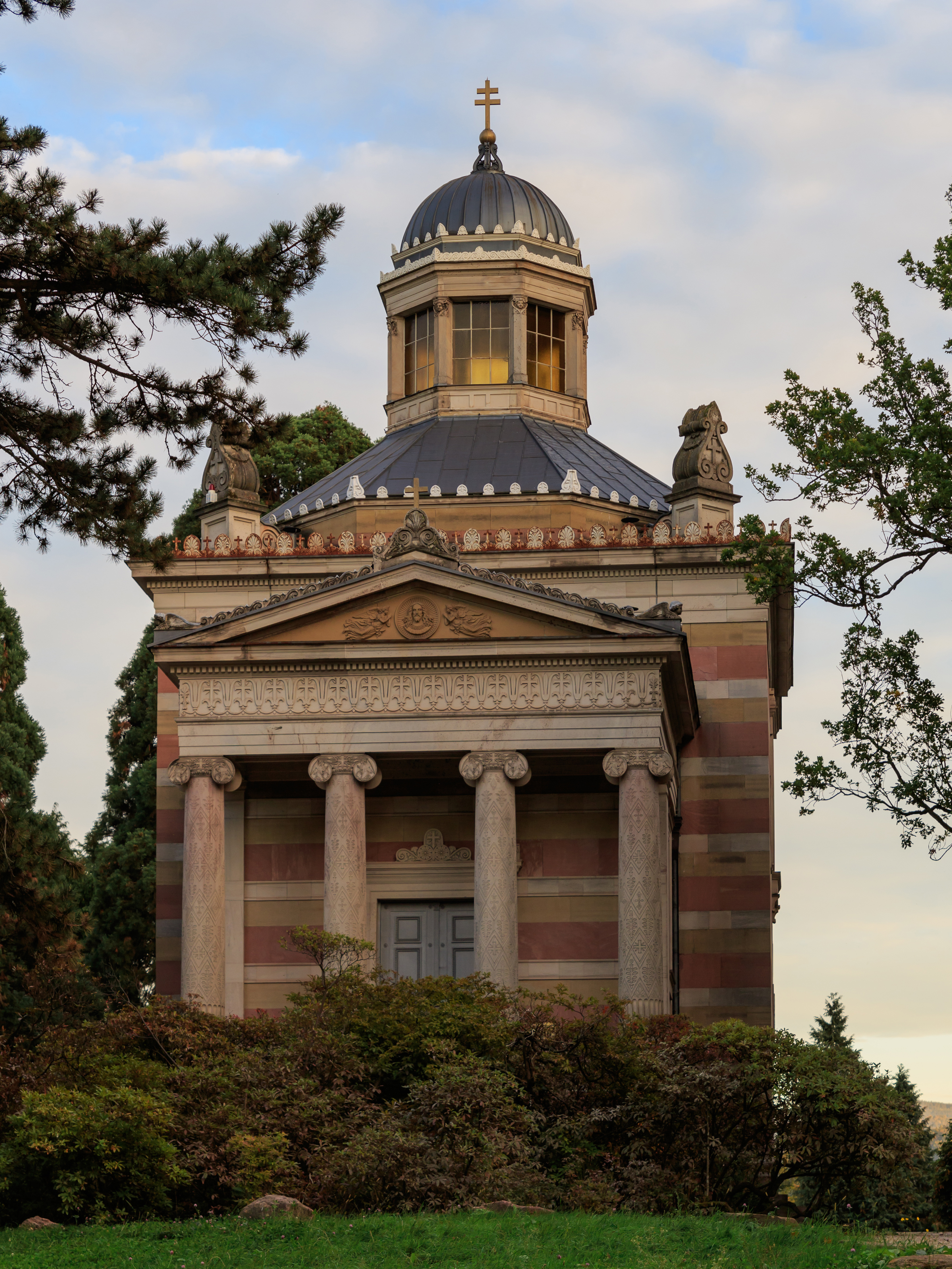
Capela Sturdza

Capela a fost construită între anii 1864 și 1866 de Georg Dollmann după planurile arhitectului Leo von Klenze. Domnitorul moldovean Mihail Sturdza a destinat această capelă, după abdicarea din 1849, drept loc de veci pentru familia sa. Prilejul înălțării capelei a fost moartea prematură a principelui Mihail, fiul domnitorului.

## Economie
Ramurile industriale reprezentate în oraș aparțin domeniilor electrotehnicii, construcției de mașini, producției cosmetice și farmaceutice. Cea mai importantă branșă economică este însă cea turistică.

## Transport

#### Șosele
Principala legătură rutieră este autostrada A5 între Basel și Frankfurt prin Freiburg, Karlsruhe și Mannheim, care este la 10 km de centrul orașului.

#### Feroviar
Baden-Baden are trei stații, gara Baden-Baden fiind cea mai importantă dintre ele.

#### Aerian
Aeroportul Karlsruhe/Baden-Baden este un aeroport situat în apropiere de Baden-Baden care deservește și orașul Karlsruhe. Este al doilea aeroport ca mărime din Baden-Württemberg după Aeroportul Stuttgart și al 18-lea ca mărime din Germania, și deservește în mare parte zboruri low-cost și de agrement.

## Personalități născute aici
- Louis al II-lea (1870 - 1949), prinț de Monaco.

## Galerie

Baden-Baden
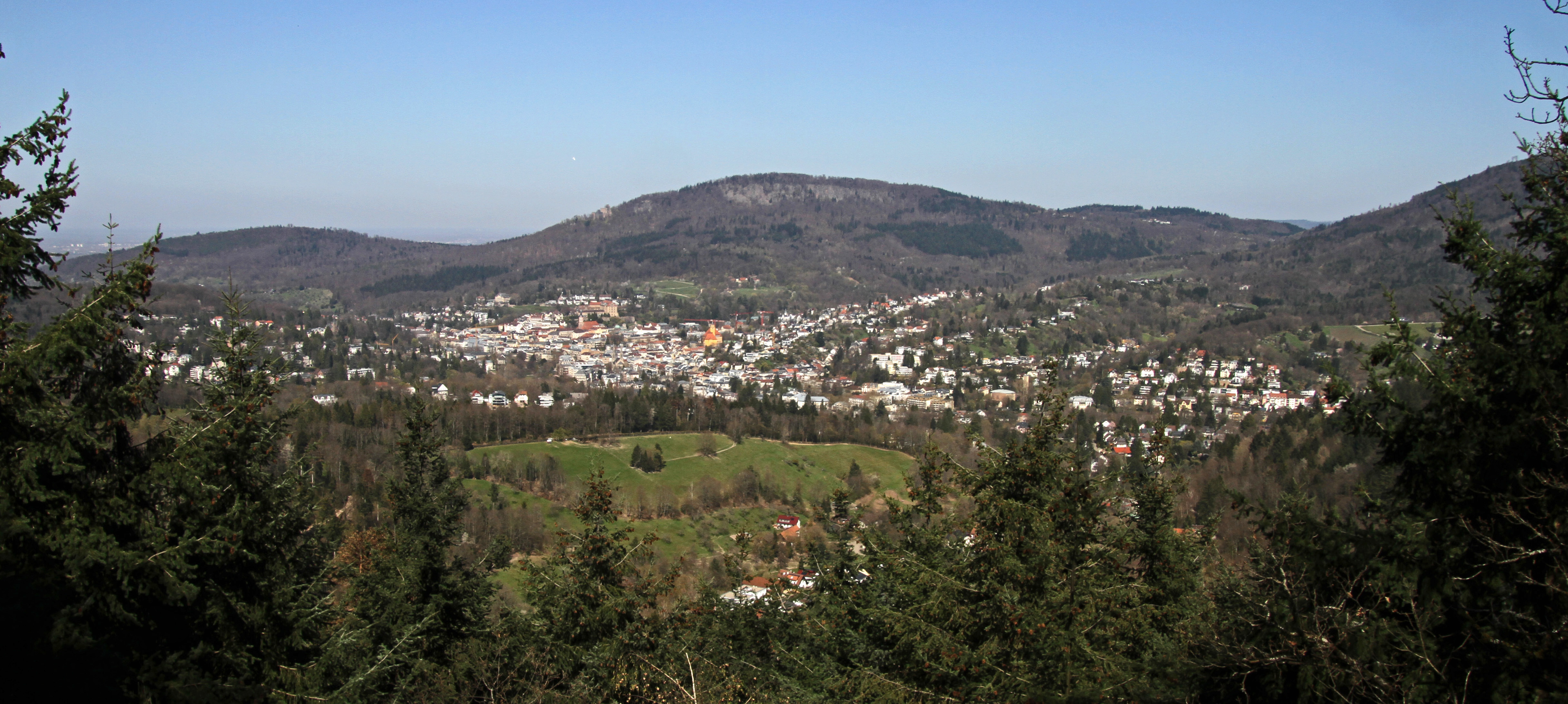
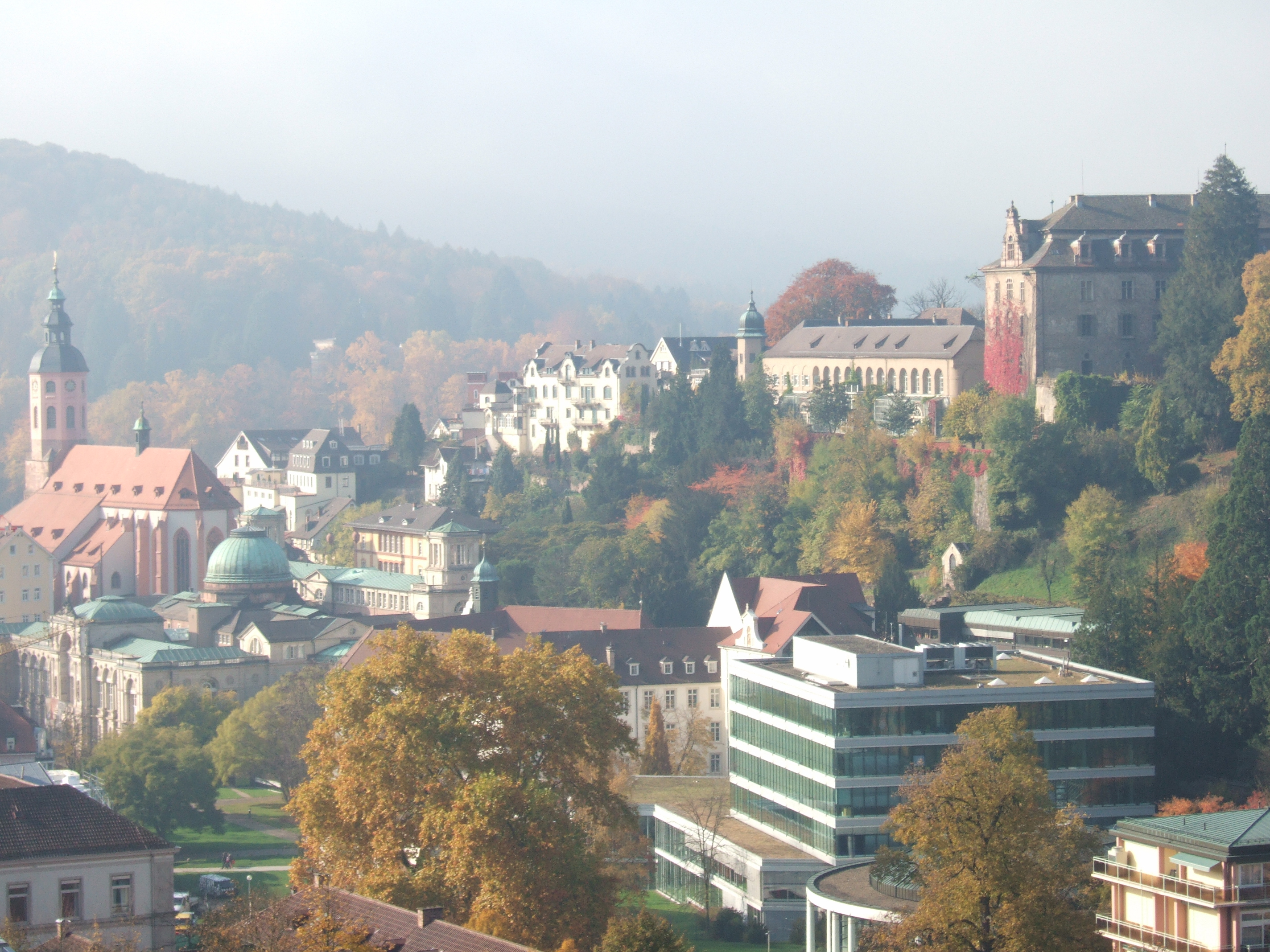
Vedere de ansamblu
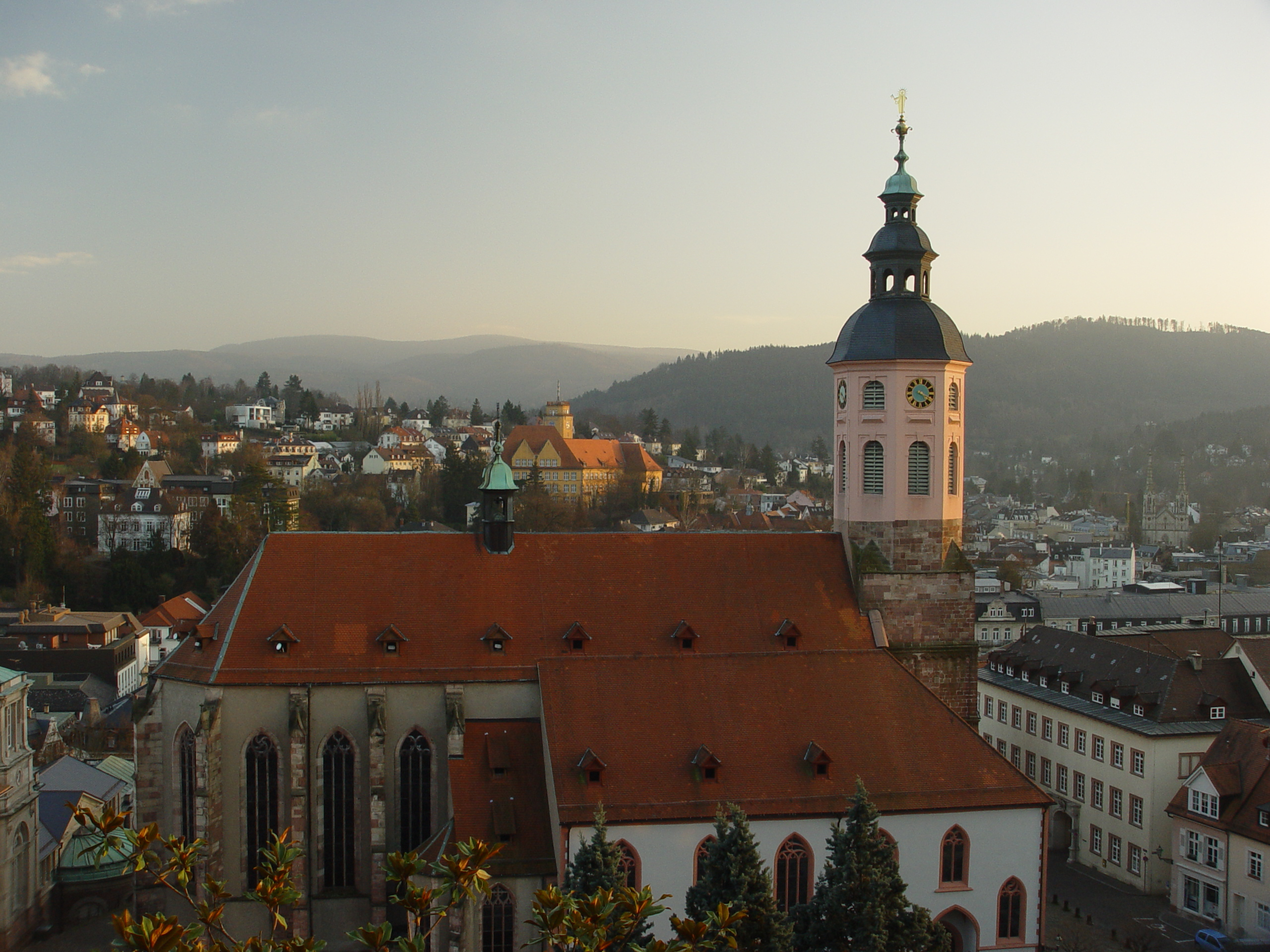
Stiftskirche
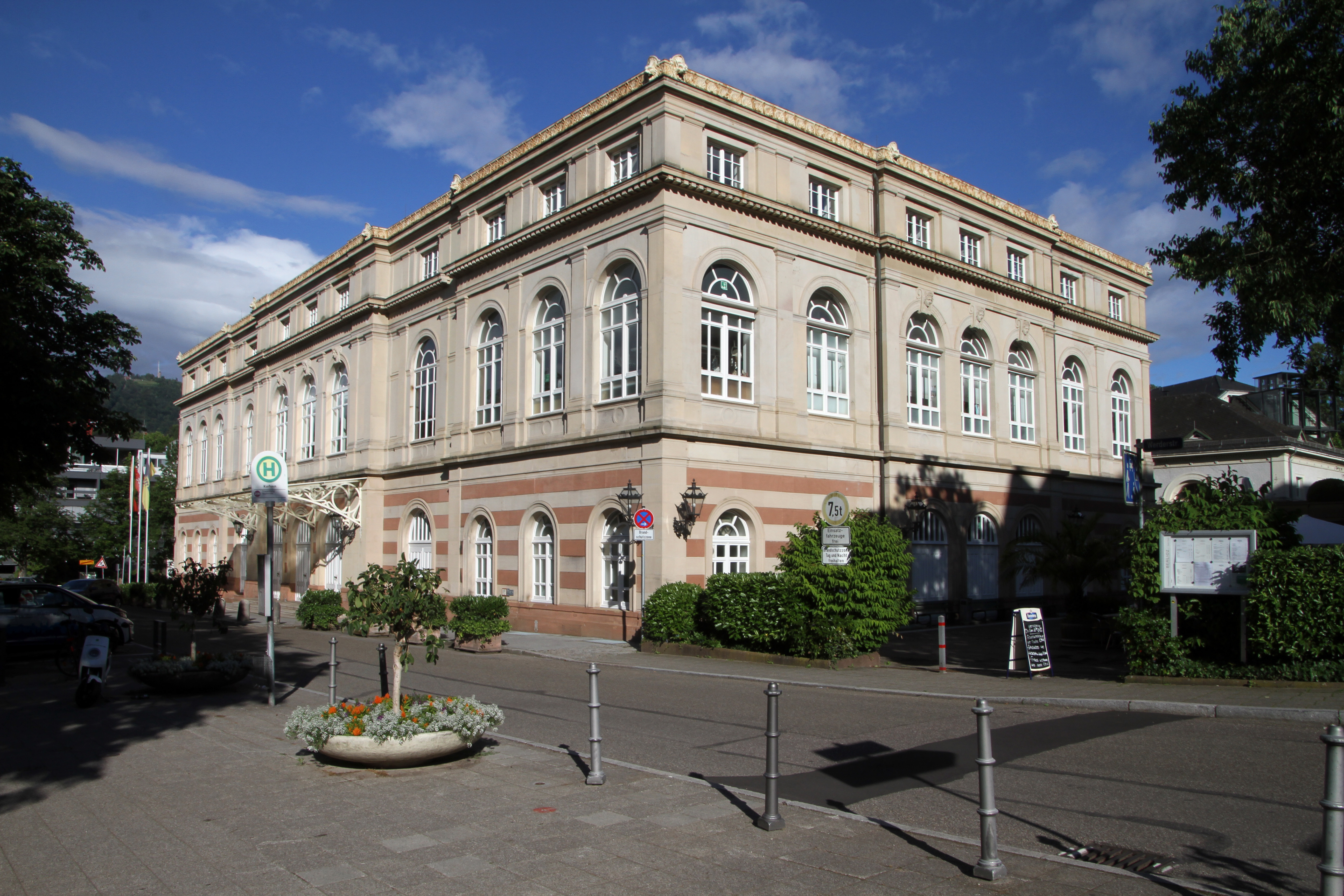
Teatru
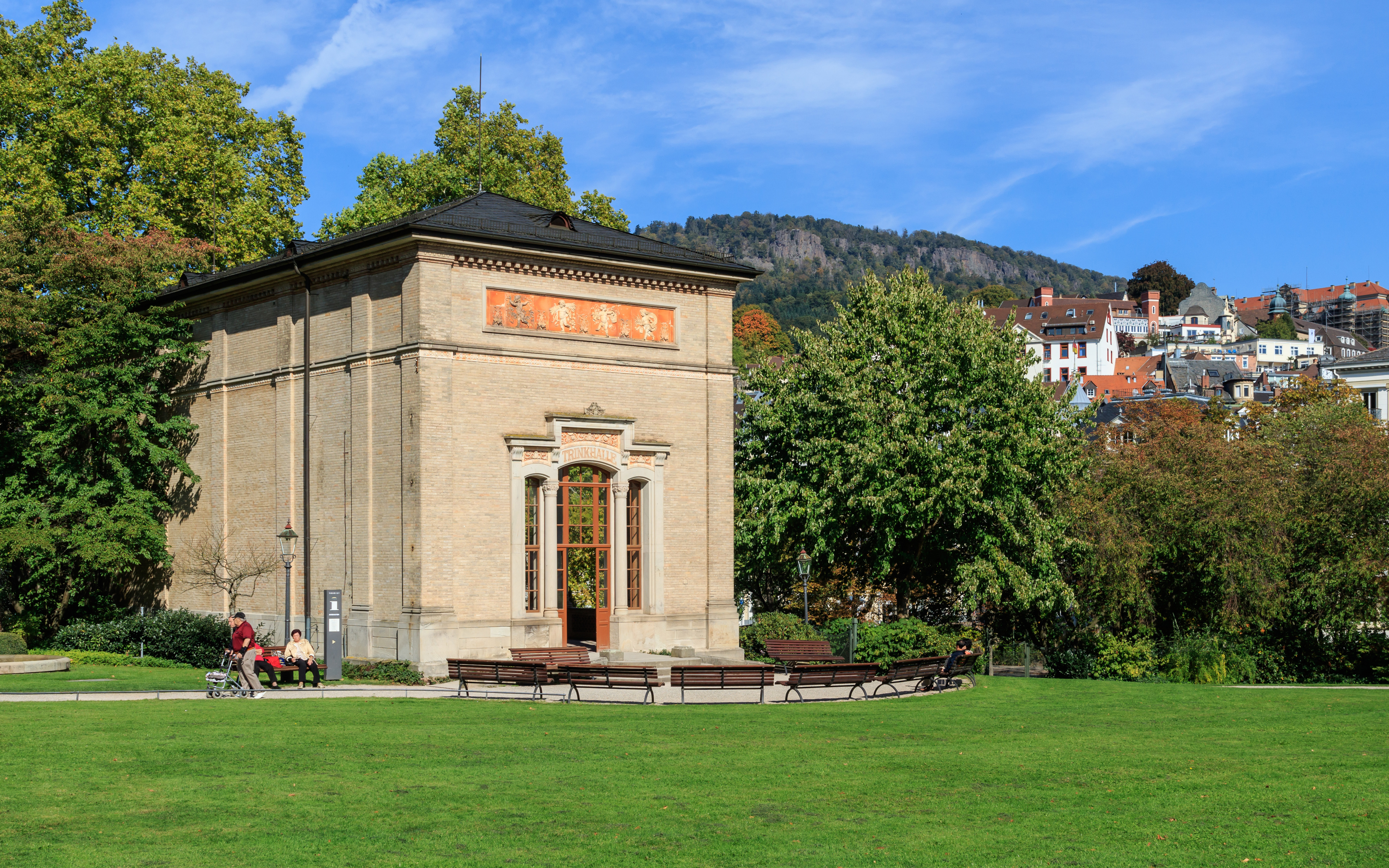
Camera pompelor
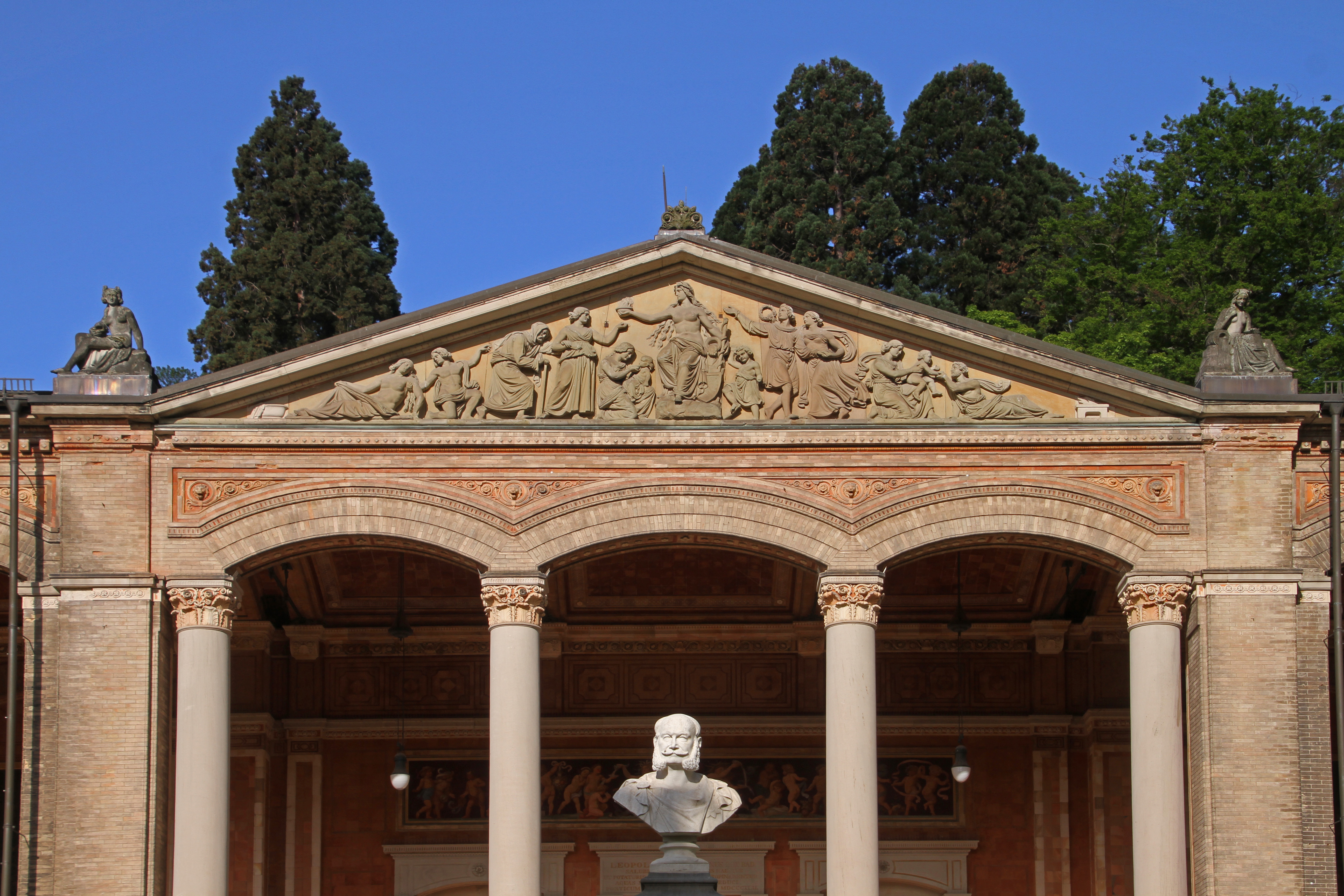
Camera pompelor
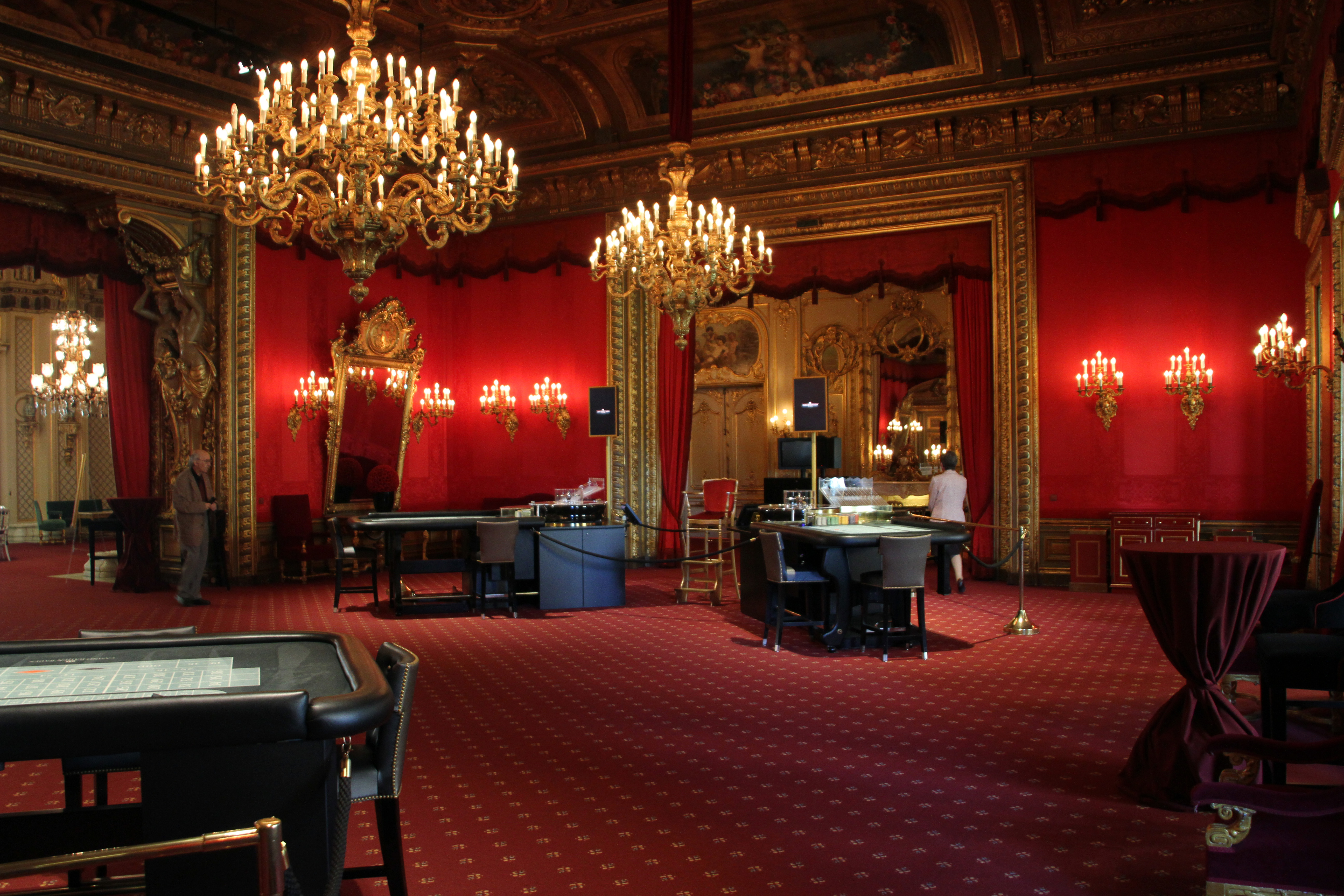
Casino
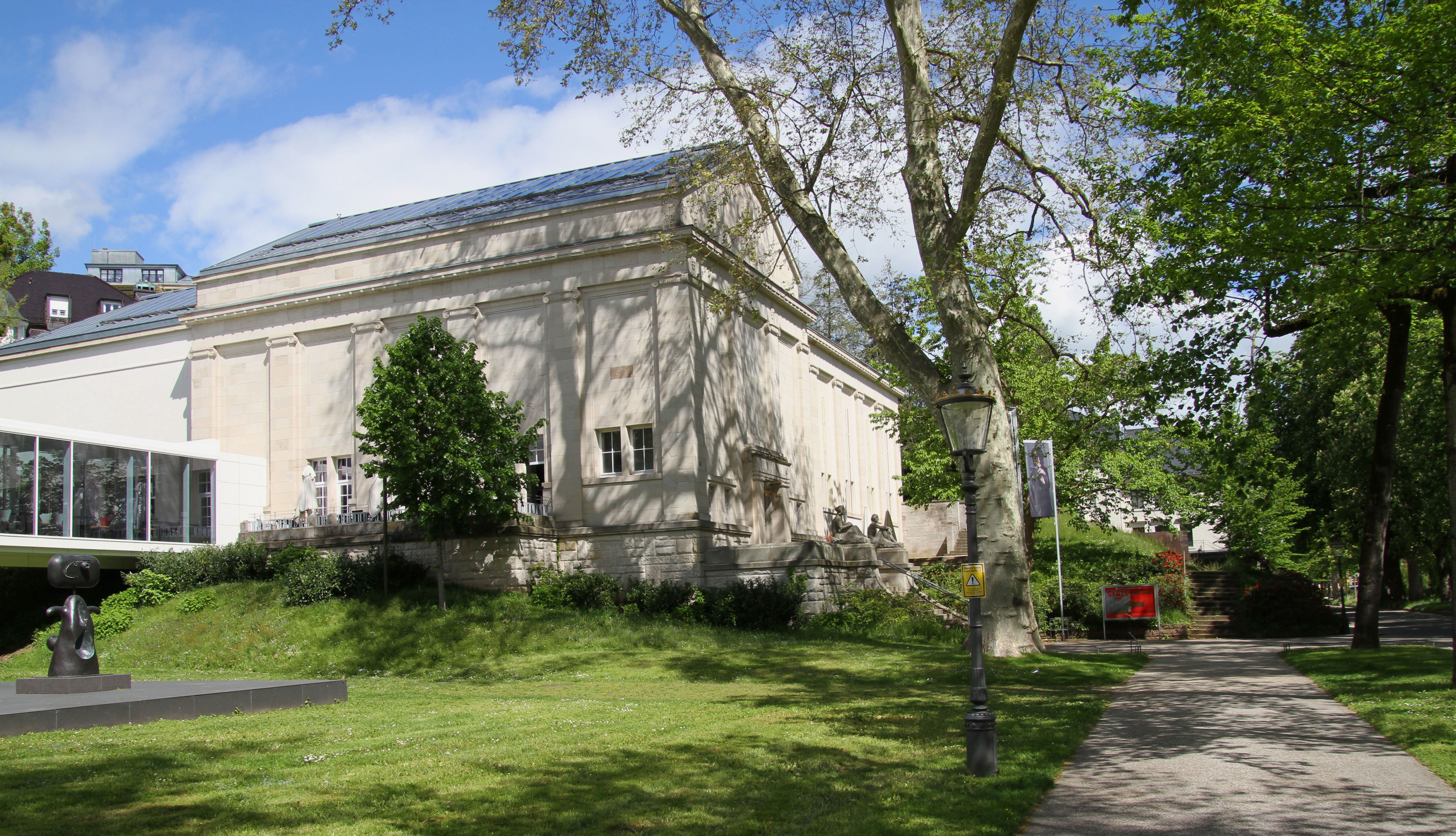
Galerie de artă
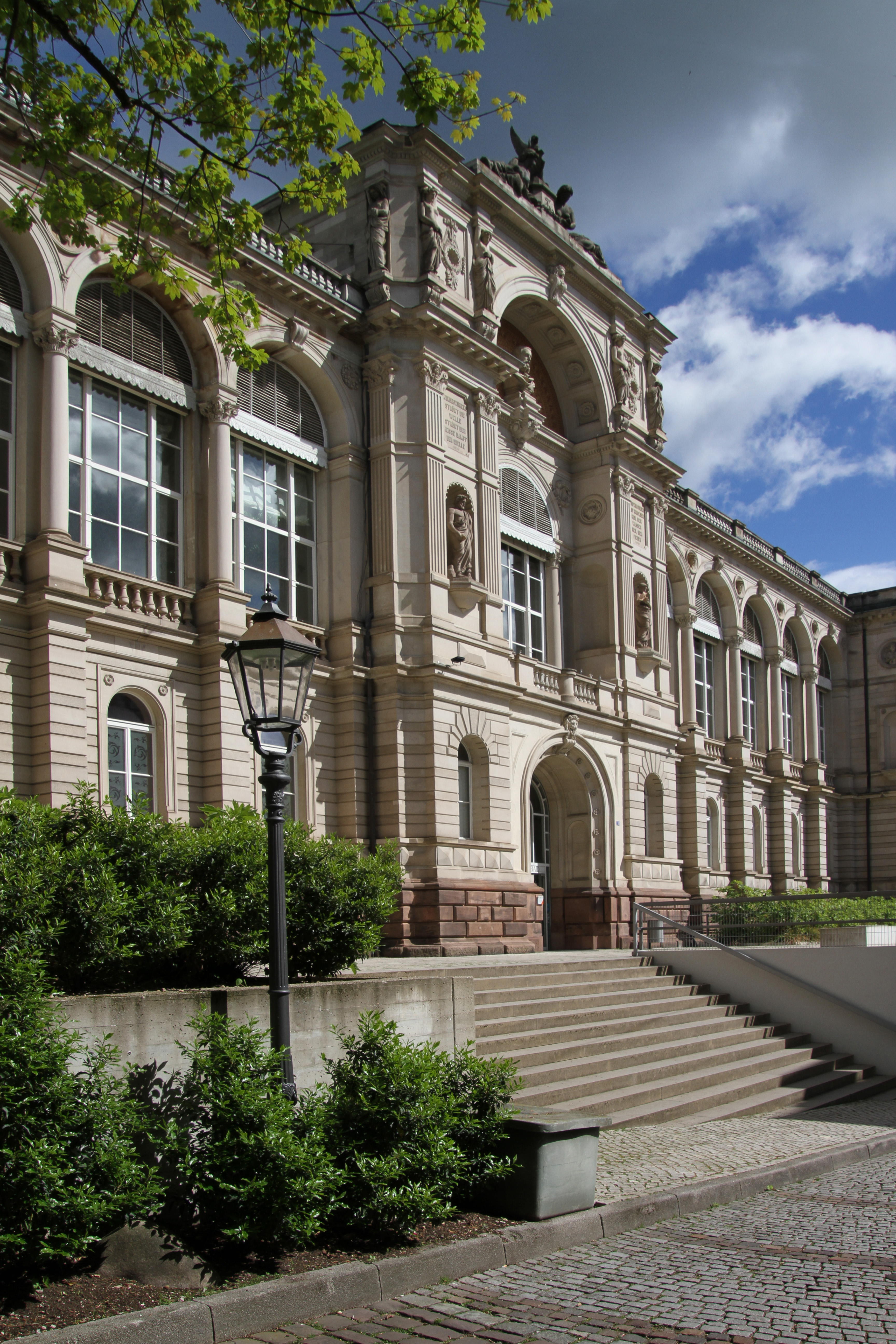
Băile termale
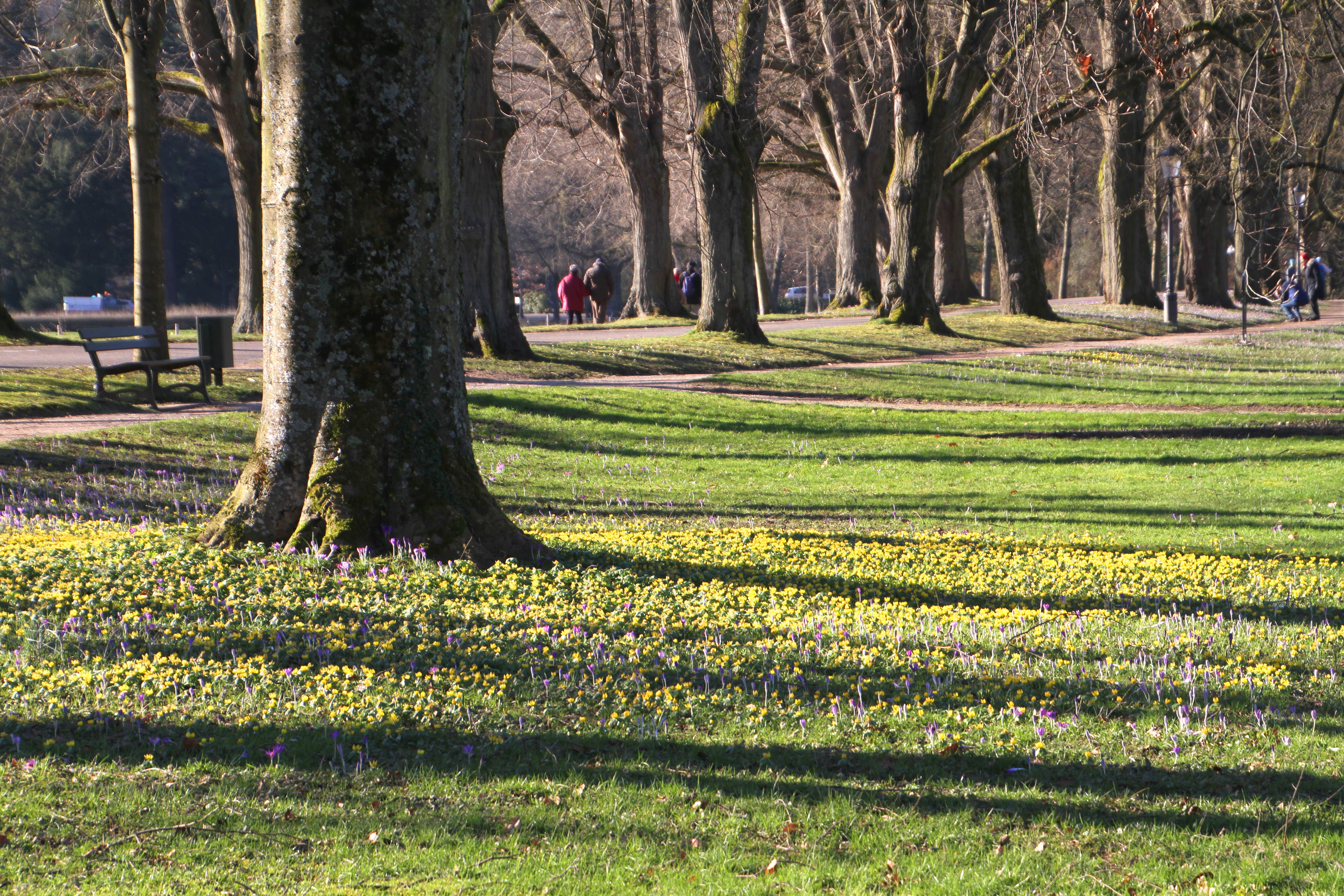